# St. Matthäus (Melle)

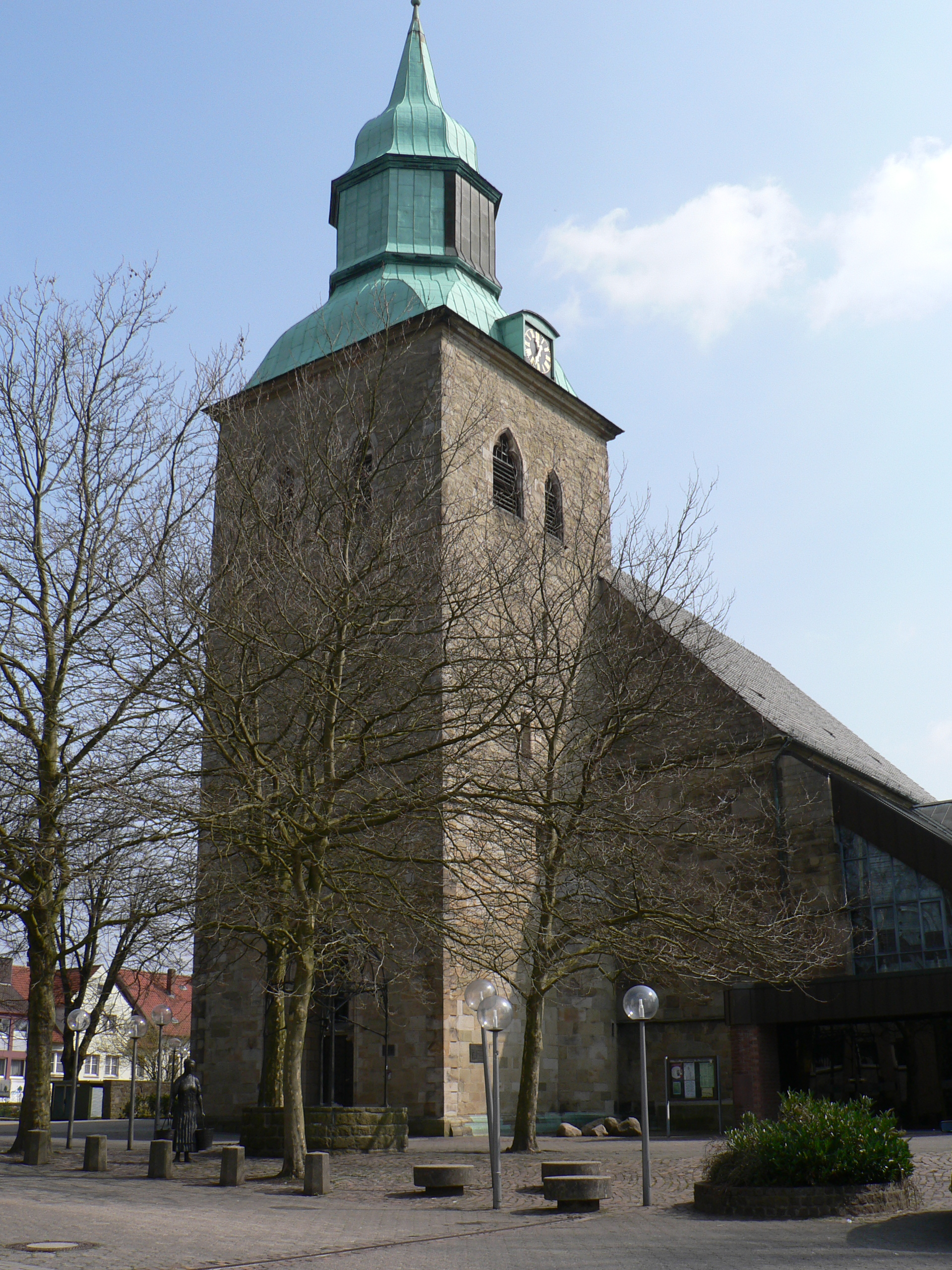
Kath. St.-Matthäus-Kirche

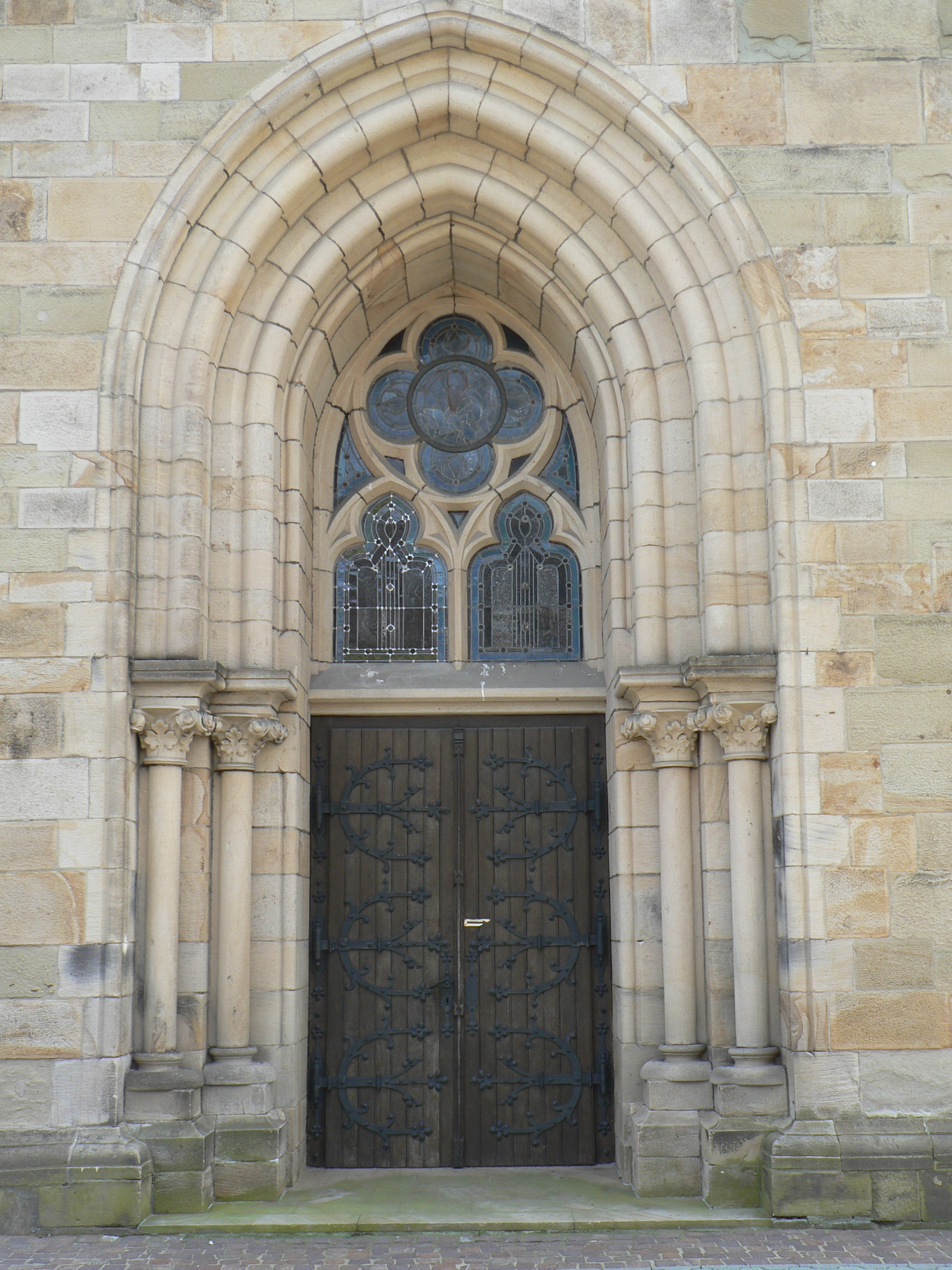
Westportal

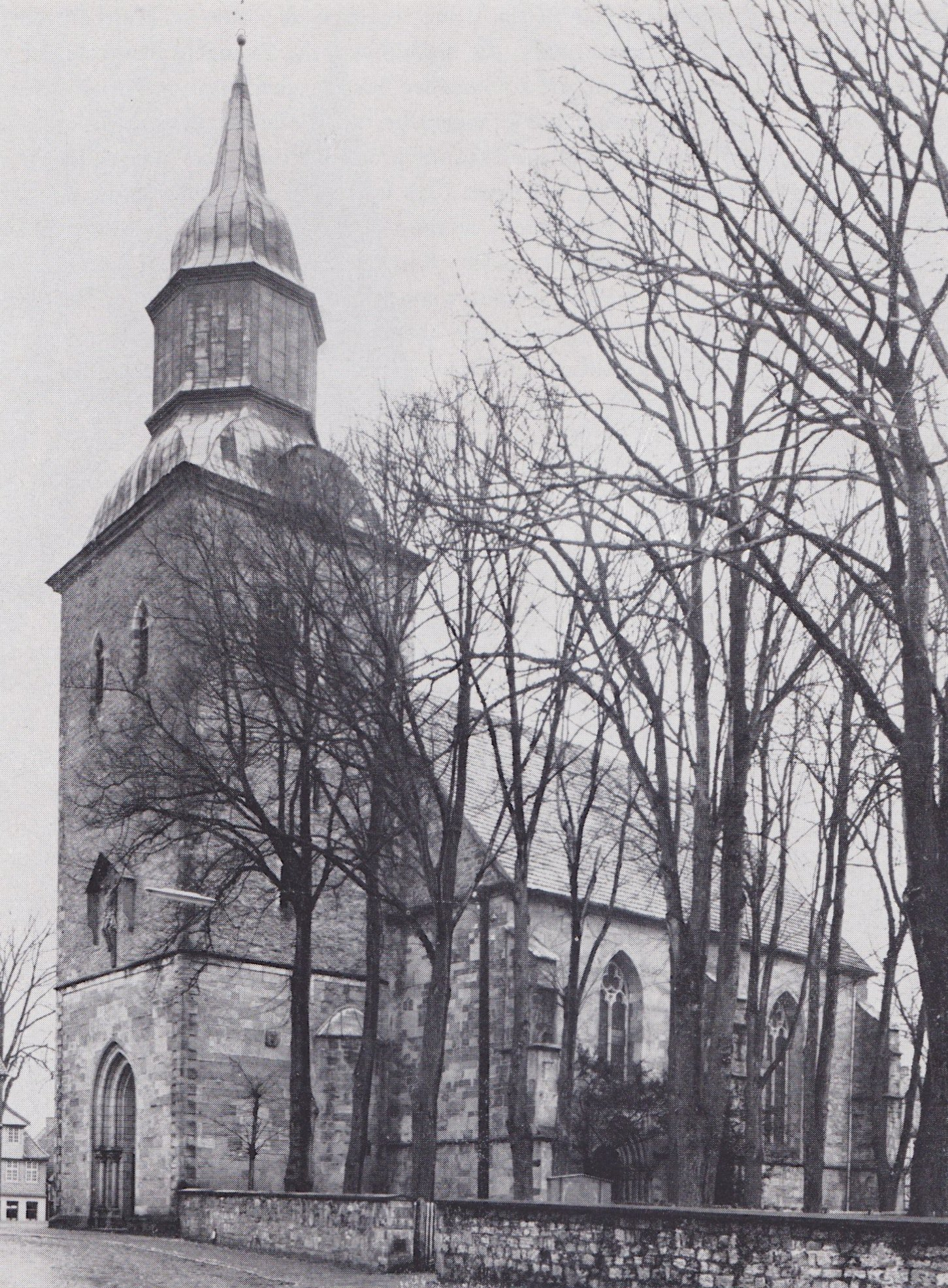
Alte Kirche 1969 vor dem Erweiterungsbau

St. Matthäus ist die römisch-katholische Hauptkirche des Grönegaus, gelegen in der Innenstadt von Melle. Sie ist die im Mittelalter (um 800) gegründete Urpfarrei des Dekanates Grönenberg im südöstlichen Gebiet des Bistums Osnabrück.
Neben dem Wohnturm der Wasserburg Schloss Gesmold ist sie eines der ältesten Zeugnisse der Baukunst im Grönegau, dem südlichen Osnabrücker Land. Sie gilt als hervorragendes Beispiel niederdeutscher Architektur um 1200, erbaut auf dem Kohlbrink, einer Erhebung im Elseflusstal, in der heutigen Fußgängerzone neben dem Meller Rathaus und der evangelisch-lutherischen St.-Petri-Kirche gelegen. 1974 wurde sie durch einen zeltdachförmigen Anbau einer neuen Kirche erweitert.

## Geschichte

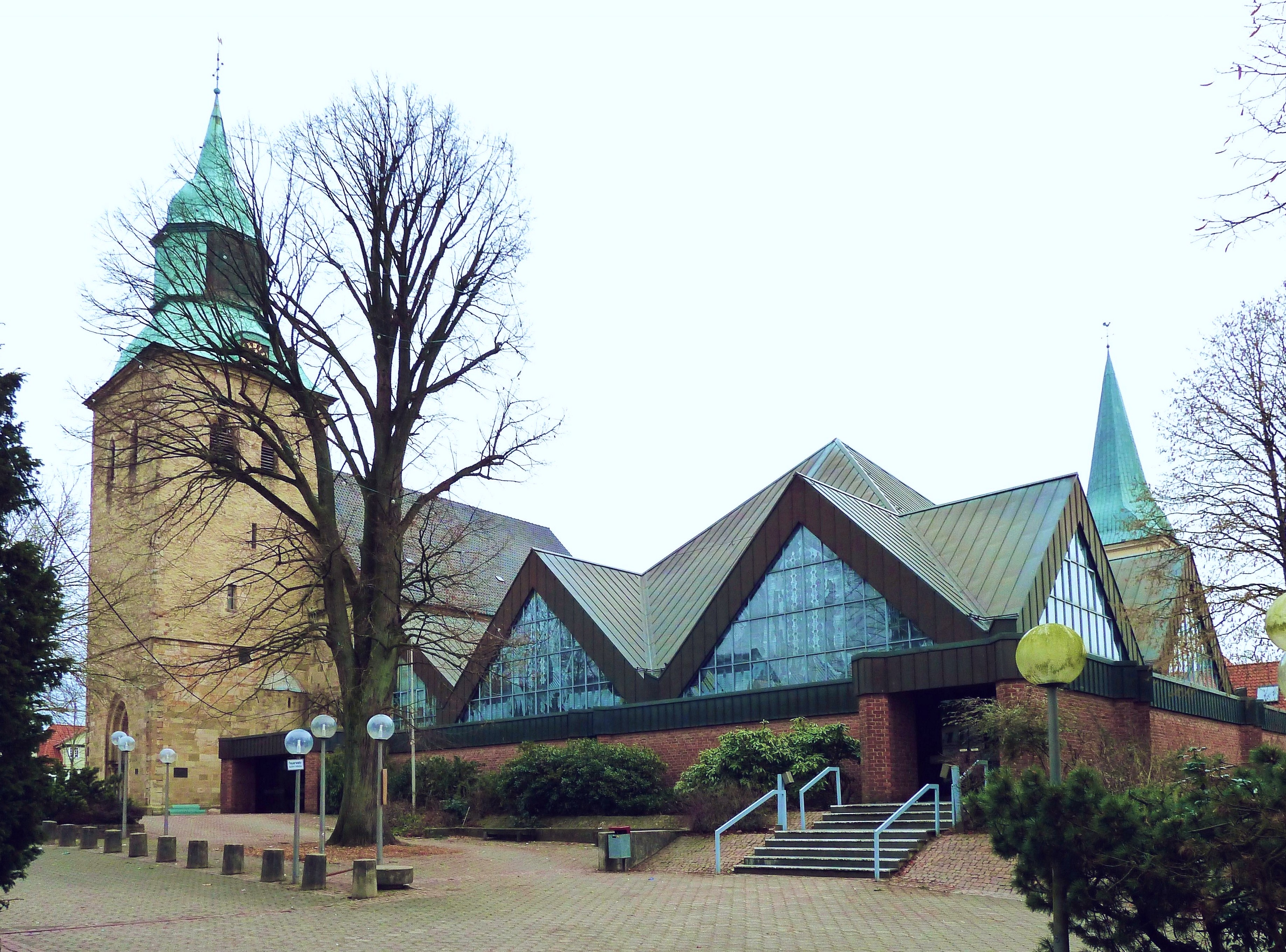
Alte- und Neue St.-Matthäus-Kirche (2011)

Nach der Gründung des Bistums Osnabrück um 780 entstanden in der Region zwischen Friesland und dem Teutoburger Wald zehn Gau- oder Taufkirchen. Für den Graingau war dies die Kirche in Melle. Sie entstand auf dem zum bischöflichen Besitz gehörenden Meierhof, einer Erhebung im Flusstal am Wiehengebirge. Von den Kaplanei- oder auch Taufkirchen entstanden im folgenden Jahrhundert weitere Kirchengründungen, die die 22 Urpfarreien des alten Bistums ausmachten.
Die älteste urkundliche Erwähnung der Kirche in Melle, die bis heute erhalten ist, stammt aus dem Jahr 1169. In ihr wird die Kirche als Parochia Menele (Pfarrkirche zu Melle) bezeichnet. Der Pfarrer war nicht mehr nur Beauftragter des Bischofs, sondern ein mit eigenen Rechten ausgestatteter Geistlicher. In diese Zeit fällt auch die Gründung der Stadt Melle.

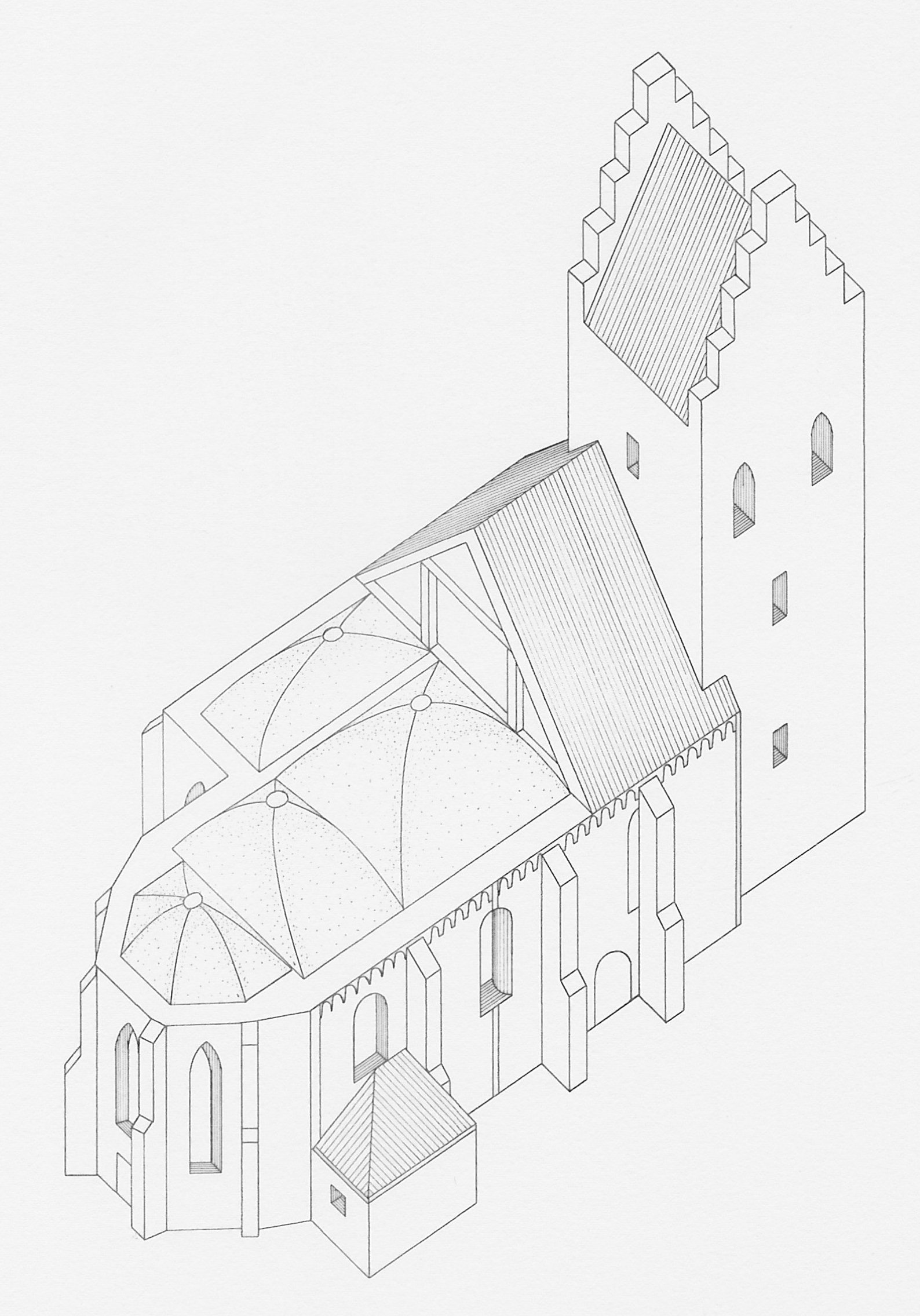
St.-Matthäus-Kirche um 1500

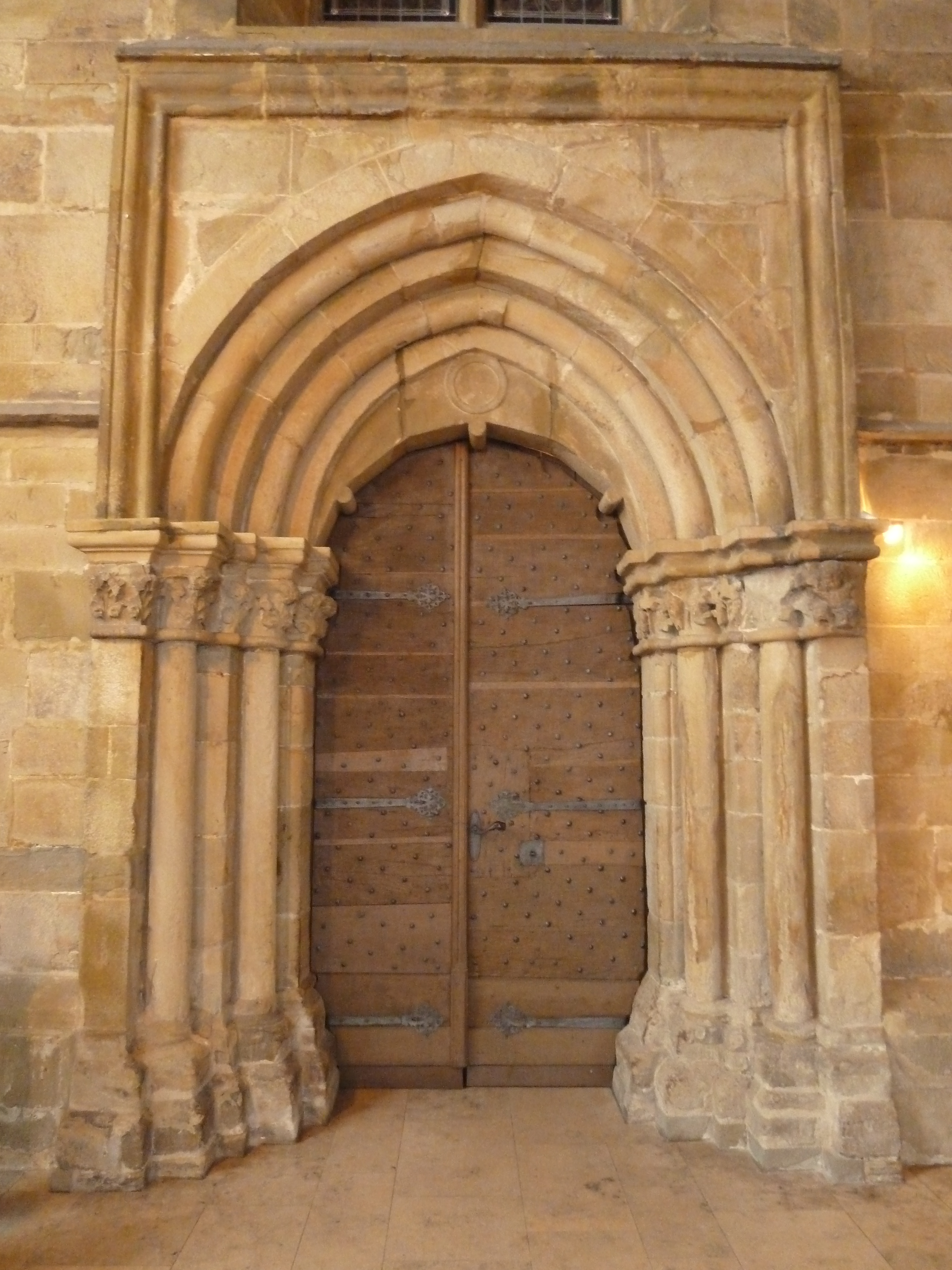
Südportal Schönes- oder Brautportal

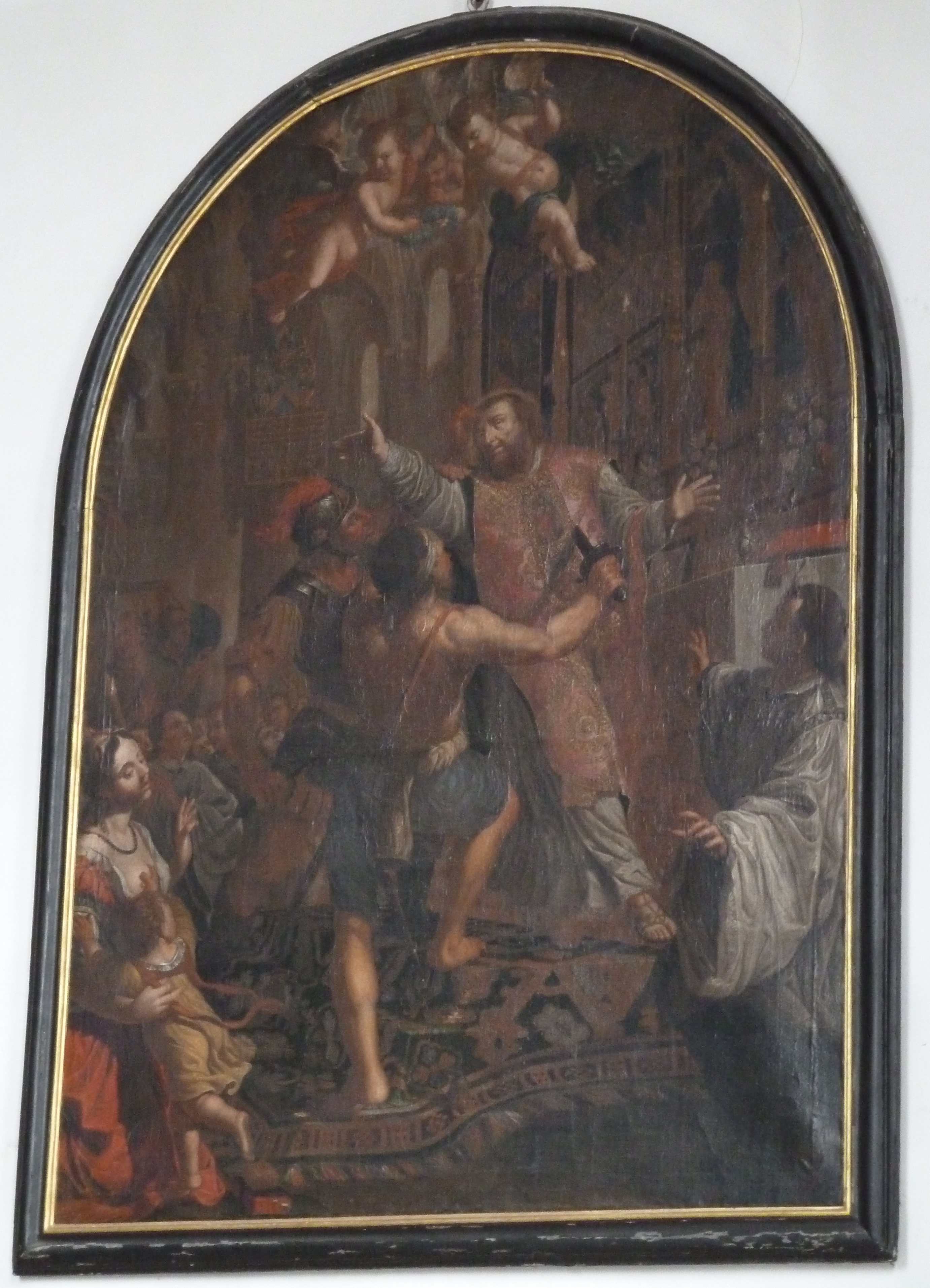
Martyrium des Hl. Matthäus, Gemälde von Andrea Alovisii (1681)

Das erste Patrozinium der Meller Kirche lautete vermutlich auf den Hl. Petrus. Eine steinerne Plastik (ein Petruskopf mit Heiligenschein) aus dem 11. Jahrhundert, die sich heute im Diözesanmuseum in Osnabrück befindet, war lange Zeit an der Sakristeimauer angebracht. Der Schutzstein an der Wand ist noch erkennbar. Mit dem Aufkommen der Verehrung des Apostels Matthäus in Deutschland wechselte das Patrozinium vermutlich im 12. Jahrhundert.
Die alte Außenmauer der Kirche ist heute noch vollständig erhalten. Sie ist verquadert mit grünlichem Schilfsandstein des nahegelegenen Wiehengebirges. Im Schlussstein des Gewölbes hat nach schriftlicher Überlieferung die Jahreszahl 1213 gestanden. Wie in einer heute noch lesbaren verwitterten Inschrift zu erkennen ist, wurde 1375 die Kirche um den Chorraum und ein Seitenschiff erweitert. Das in die Südwand eingelassene Schöne oder auch Brautportal führt in dreifacher Abtreppung mit je drei Säulenstellungen in die Kirche. Die Kapitelle umfasst reiches naturalistisches Blattwerk.
Bischof Heinrich von Münster, der Mitte des 15. Jahrhunderts Administrator des Bistums Osnabrück war, verlieh dem stediken und Wigbold Melle (dem befestigten Städtchen) 1443 das Stadtrechtsprivileg. Da das kirchliche Leben reger geworden war, wurde 1461 durch die Burgmannschaft der Grönenburg und zahlreiche Bürger der Pfarre Melle die Gründung einer Vikarie gestiftet. Damit hatte Melle bereits im 15. Jahrhundert zwei Geistliche.
Nach der Reformation, in Melle am 1. August 1545 eingeführt, wurde die St.-Matthäus-Kirche als Simultankirche von beiden Konfessionen genutzt, bis 1651 die evangelische Petrikirche erbaut wurde. Zu dieser Zeit übten Jesuiten die seelsorgliche Tätigkeit in der Pfarrei aus. Durch den Recessus Mellensis 1651 wurde das Kirchenvermögen geteilt. Die Kirche mit all ihren Wertgegenständen sowie die Häuser des Vikars und des Küsters verblieben den Katholiken.
Wertgegenstände wie das Altarbild, das Martyrium des Apostels Matthäus zeigend, verzierte Kelche, eine Monstranz mit dem Wappen des Stifters und eine Ewiglichtampel übereignete die Familie von Nehem auf Gut Sondermühlen in der zweiten Hälfte des 17. Jahrhunderts der katholischen Kirchengemeinde Melles. Beim großen Stadtbrand am 10. Mai 1720, dem zwei Drittel aller Häuser zum Opfer fielen, wurden auch der Dachstuhl, die Glocken und das Uhrwerk der Matthäuskirche zerstört. Da aber das massive Gewölbe den Brand vom Kircheninneren fernhielt, konnte die Kirche weiter benutzt werden. Bereits zwei Jahre später war der Wiederaufbau vollendet.
Durch stetigen Zuwachs der Gemeinde und nach verschiedenen Erweiterungsplänen (an der Nordseite plante man 1881 die Erweiterung um eine Taufkapelle und ein zweistöckiges Oratorium, später den Anbau einer Kapelle südlich des Chorraumes) entschied man sich im 20. Jahrhundert für einen Kirchenneubau, der mit der alten Kirche verbunden bleiben sollte. Bis zum Ende des 19. Jahrhunderts war die Kirche von einem Friedhof umgeben. Später entstand südlich neben der Kirche die katholische Kohlbrinkschule, an deren Stelle die neue Kirche errichtet wurde.
Nach zehnjähriger Planungsphase durch die Architekten Hans Ostermann und Bernt Droste aus Münster begann im Frühjahr 1973, angrenzend an die südliche alte Außenwand, die Erweiterung um eine neue Kirche. Die Grundsteinlegung fand am 4. Oktober desselben Jahres statt. Es entstand eine moderne Kirche, die den Erfordernissen des II. Vatikanischen Konzils Rechnung trug, mit einer dem Zelt Gottes unter den Menschen (Offb.21,3) nachempfundenen Dachkonstruktion und etwa 800 Sitzplätzen. Der Hauptteil des Kircheninneren besteht überwiegend aus einer quadratischen Anlage, über die sich ein zeltförmiges Faltdach erhebt. Die Binder sind auch im Innenraum sichtbar geblieben. Bei der Vielzahl von Graten, Firsten und Kehlen zeigt sich die Präzision der Arbeit im Knotenpunkt des Zeltdaches. Am 19. Oktober 1974 fand die Kirchweihe durch Bischof Helmut Hermann Wittler und Dechant Pfarrer Klaus Plate statt. Während die Neue Kirche heute als Sonn- und Festtagskirche sowie für große Konzertaufführungen genutzt wird, ist die Alte Kirche als Tauf-, Trauungs- und Werktagskirche in Gebrauch.

## Ausstattung der Alten Kirche

### Altäre und Altarbilder

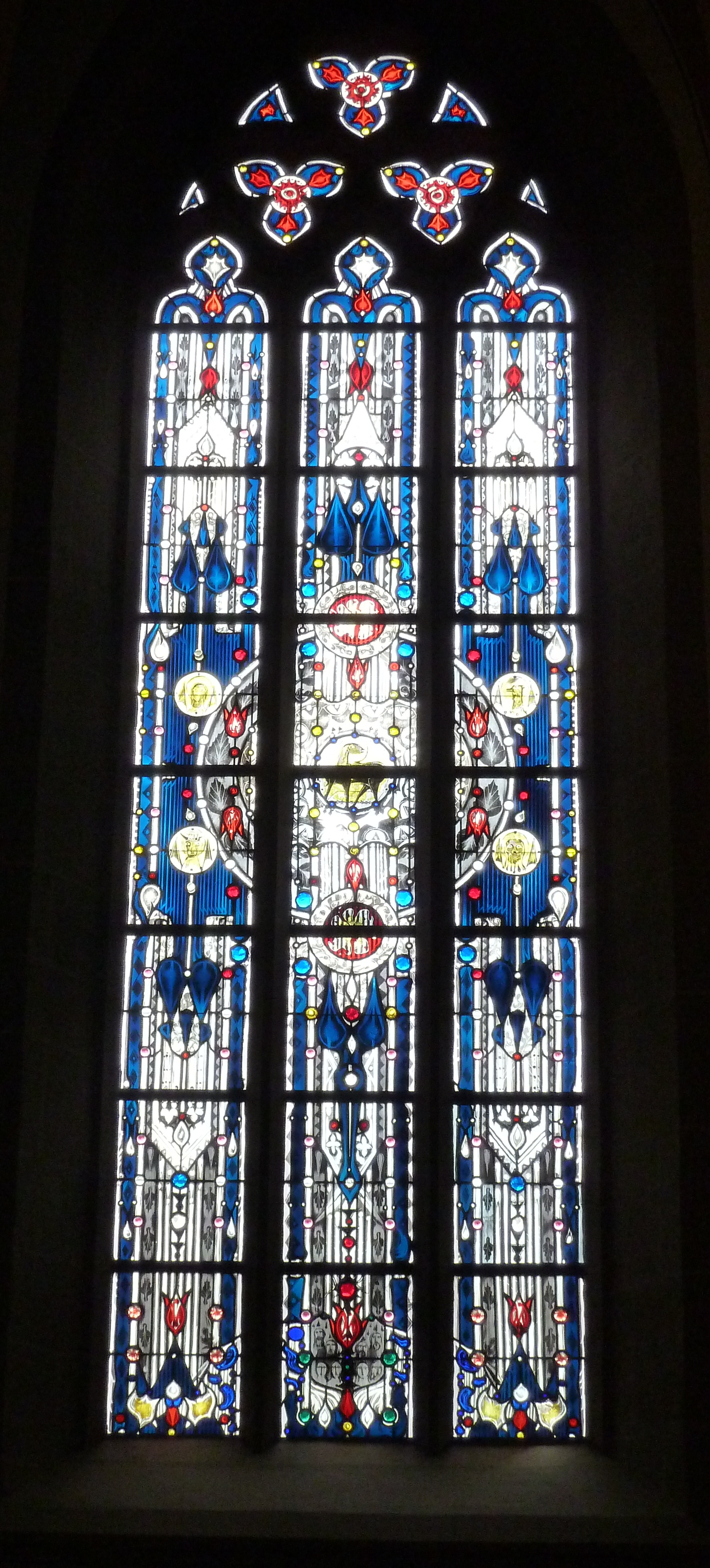
Chorfenster Das apokalyptische Lamm

1461 wird in einer Fundationsurkunde über einen Altar berichtet: gelegen midden in der Kirchen zu ehren User Lewen Vrouwen, Sante Annen und sunt Antonio geweiht. Am Ende des Dreißigjährigen Krieges wird das Inventar als ganz verkommen bezeichnet. Nach einer Bestandsaufnahme im Jahr 1651 verfügte die Kirche über vier Altäre.
Für einen neuen Hochaltar wurde der Kirche 1681 ein nach oben abgerundetes Altarbild mit dem Martyrium des heiligen Matthäus gestiftet. Das barocke Gemälde, das der Domherr in Osnabrück und Minden sowie Propst an St. Johann in Osnabrück Theodor Heinrich von Nehem 1681 in Auftrag gab, malte vermutlich der aus Italien stammende Andrea Alovisii, der fast 20 Jahre lang als Hofmaler in den Diensten des Fürstbischofs von Osnabrück Franz Wilhelm von Wartenberg stand. Es zeigt am rechten und linken Bildrand den Stifter und seine Verwandten. Eine Tafel, die in das Bild eingearbeitet ist, trägt folgende Inschrift: Hochwürdiger und Hochvornehmer Dr. Theodor Heinrich von Nehem, Kanoniker an der Domkirche zu Osnabrück und Minden, Vorsteher (Propst) von St. Johann, Sacellan (Kaplan) des Bischofs und Archidiakon in Melle, an der Kirche zu Ehren des Hl. Apostels Matthäus. Anno 1681. Das Gemälde befindet sich heute an der Nordwand des Chorraumes.

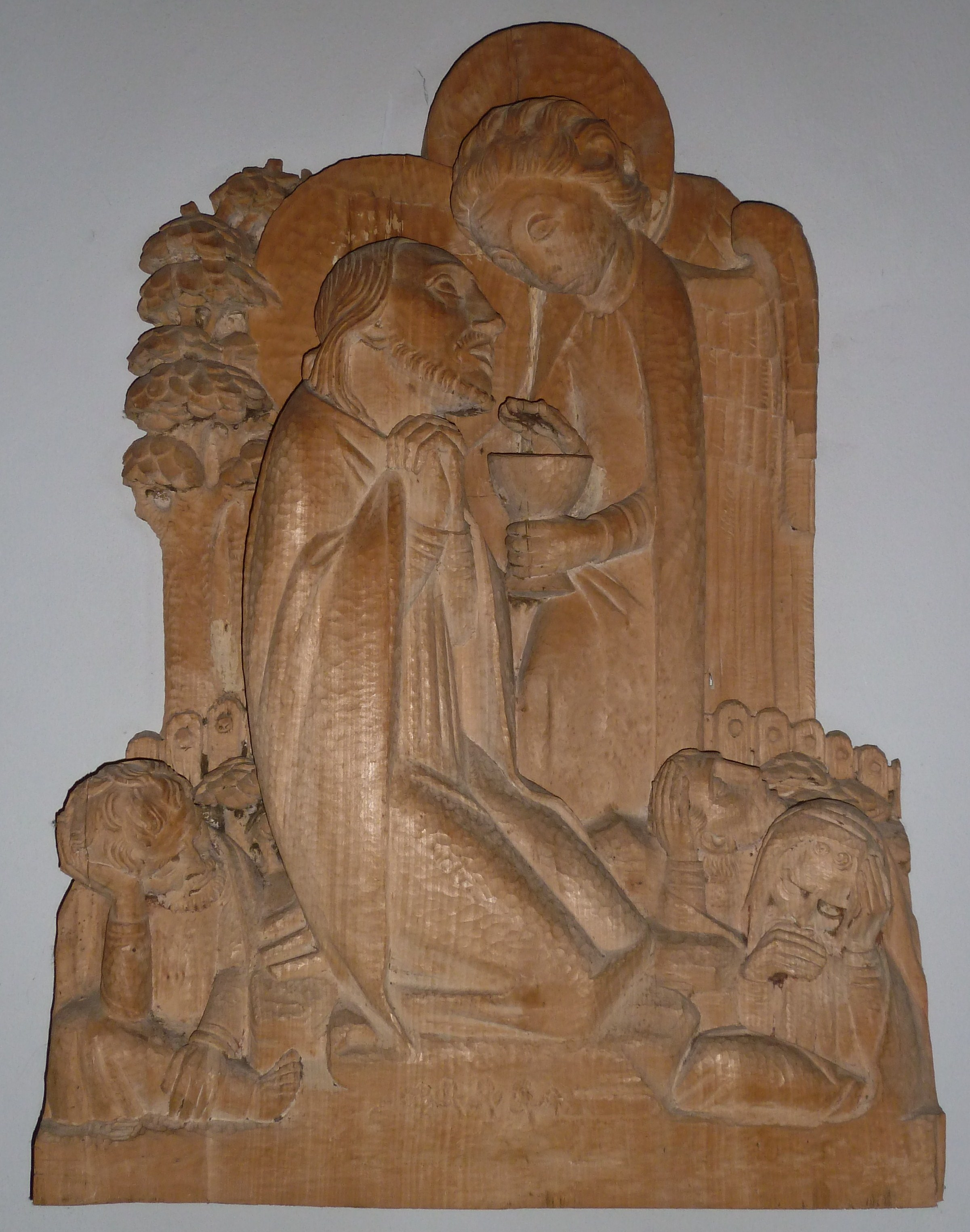
Altarbild: Ludwig Nolde, Ölbergszene (1932)

1810 fertigte der Osnabrücker Georg Gerhard Wessel einen neuen Hochaltar im byzantinisch-korinthischen Stil an, auf dem er die Kalvarienbergszene darstellte. Zwischen vier Steinsäulen stand zentral ein großes Kruzifix. Rechts und links davon erhoben sich die Statuen Marias und Johannes. Der Altar füllte die gesamte Breite des Chorraumes aus.
Im Louis-Seize-Stil verfertigte Wessel ebenfalls zwei Seitenaltäre, den Josefs- und den Marienaltar. Die Heiligenfiguren in einer Nische wurden jeweils von zwei Säulen umrahmt. Die Nische war mit einem Rundbogen abgesetzt. Die Säulen trugen ein durchbrochenes Gesims. Darüber erhob sich ein Giebel mit Girlanden umrahmt, der die Initialen SM = Sancta Maria und SJ = Santus Josef trug. Die Altäre wurden 1975 abgebaut und zwecks späteren Wiederaufbaues eingelagert.
1871 wurde der Hochaltar von Wessel durch einen neuen Altar von Bildhauer Seling aus Osnabrück ersetzt. Der schmale, im neugotischen Stil errichtete Altar stellte ebenfalls die Kreuzigungsgruppe dar. Während das Kreuz heute als verschollen gilt, sind die Personen der Gruppe, Maria, Maria Magdalena, Johannes und die weinenden Frauen noch vorhanden.
1932 gab der Kirchenvorstand bei dem Künstler Ludwig Nolde (1888–1958) aus Osnabrück einen neuen Altar mit vier in Lindenholz geschnitzten Reliefbildern in Auftrag. Das erste Bild zeigt die Geburt Christi: das Jesuskind und dahinter Maria, Josef, Ochs und Esel. Über der Gruppe thronend befindet sich ein Engel. Im zweiten Bild wird die Ölbergszene dargestellt: Ein Engel reicht dem betenden Jesus den Kelch, während die Jünger schlafend daliegen. Das dritte Bild kündigt die Auferstehung an: Engel im Hintergrund, schlafende Wächter im Vordergrund und in der Mitte die glorifizierte Gestalt des Auferstandenen. Das letzte Relief zeigt den Weltenrichter mit erhobenen Händen.
Dieser Altar wurde 1975 im Zuge der Restaurierung der Kirche abgebrochen. Die Reliefs befinden sich heute an der Südwand der Kirche. Durch Vandalismus wurde die Gruppe 2010 teilweise zerstört. Die Pfarrgemeinde ließ sie durch einen Restaurator 2011 wiederherstellen. Heute steht im Mittelpunkt des Altarraumes, dem Ort der früheren Hochaltäre, eine steinerne Sakramentsstele.

### Kreuze und Kreuzwegstationen
Triumphkreuz:

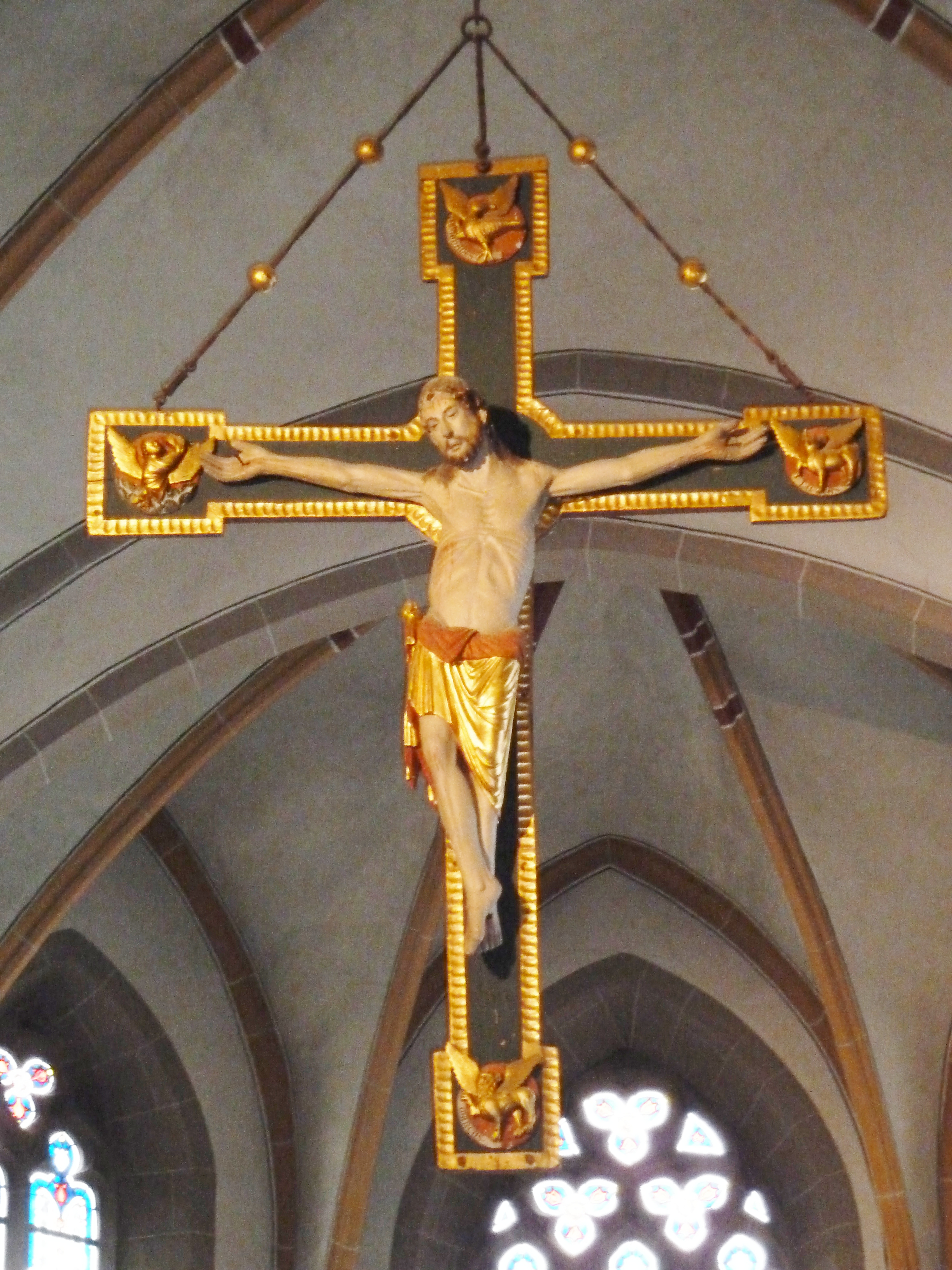
Triumphkreuz 13. Jahrhundert

Das gotische Triumphkreuz aus dem 13. Jahrhundert stellt dem Zeitstil entsprechend den Leidensaspekt in den Vordergrund. Es ist eines der wenigen Monumentalkreuze des Bistums Osnabrück. An den Enden der Kreuzbalken befinden sich die Symbole der vier Evangelisten Matthäus (Mensch), Markus (Löwe), Lukas (Stier) und Johannes (Adler).
Turmkreuz:

An der Westseite des Kirchturmes hing bis 1979 ein überlebensgroßes geschnitztes Kreuz aus Eichenholz. Es wird ins 18. Jahrhundert datiert. Es soll wie die Orgel aus der Osnabrücker Dominikanerkirche stammen und wird dem Münsteraner Künstler Johann Mauritz Gröninger zugeschrieben. Nach 150 Jahren der Witterungseinflüsse wurde eine gründliche Restaurierung dringend erforderlich. Dabei stellte sich heraus, dass das Kruzifix nicht für eine Außenverwendung geschaffen worden war. Nach Abtragung der Farbschichten bekam das naturbelassene Holzkreuz einen neuen Ort in der Turmkapelle.
Kreuz des Ellebrechtschen Hofes:

Ein vom Bauernhof Ellebrecht aus Gerden stammendes Kreuz, das für mehr als 200 Jahre auf dem Bauernhof seinen Ort hatte, wurde von der Pfarrgemeinde erworben und hängt nun im neuen Kirchenraum an der ehemaligen Außenwand der alten Kirche. Die Restaurierung brachte den sorgfältig geschnitzten Corpus wieder voll zur Geltung.
Kreuzwegstationen:

Der aus den 14 Stationen des Leidensweges Jesu bestehende Kreuzweg ist aus rotem Ton gebrannt. Die eichenen Rahmen haben die gleiche neugotische Form wie der ehemalige Hochaltar der alten Kirche. Die Kreuzwegstationen wurden 1893, anlässlich des goldenen Priesterjubiläums von Pfarrer Siebenbürgen, angefertigt.
Schmerzensmann:

Christus im Elend oder Der Schmerzensmann wird eine spätbarocke Figur der Matthäuskirche genannt. Der sitzende Christus reckt Arme und gefaltete Hände empor und sein Antlitz zeigt die Qualen des Kreuzwegs. Die Figur stammt aus dem Ende des 17. Jahrhunderts und ist vermutlich ebenfalls eine Arbeit von Mauritz Gröninger. Der Faltenwurf des aufgerissenen Gewandes sowie Haar und Barttracht entsprechen der Mode der Entstehungszeit.

### Madonna und Bischofsfigur
Die spätgotische Madonna an der alten Außenwand der neuen Kirche entspricht der das Menschliche betonenden Darstellungsform der Gotik mit dem innigen Verhältnis von Mutter und Kind, das seine Hand der in Gedanken versunkenen Mutter entgegenstreckt. Die ebenfalls an der alten Außenwand angebrachte Bischofsfigur stellt möglicherweise den hl. Wiho als ersten Bischof von Osnabrück dar. Alternative Deutungen ordnen sie dem hl. Blasius und dem hl. Nikolaus zu. Beide Figuren entstanden vermutlich um 1470.

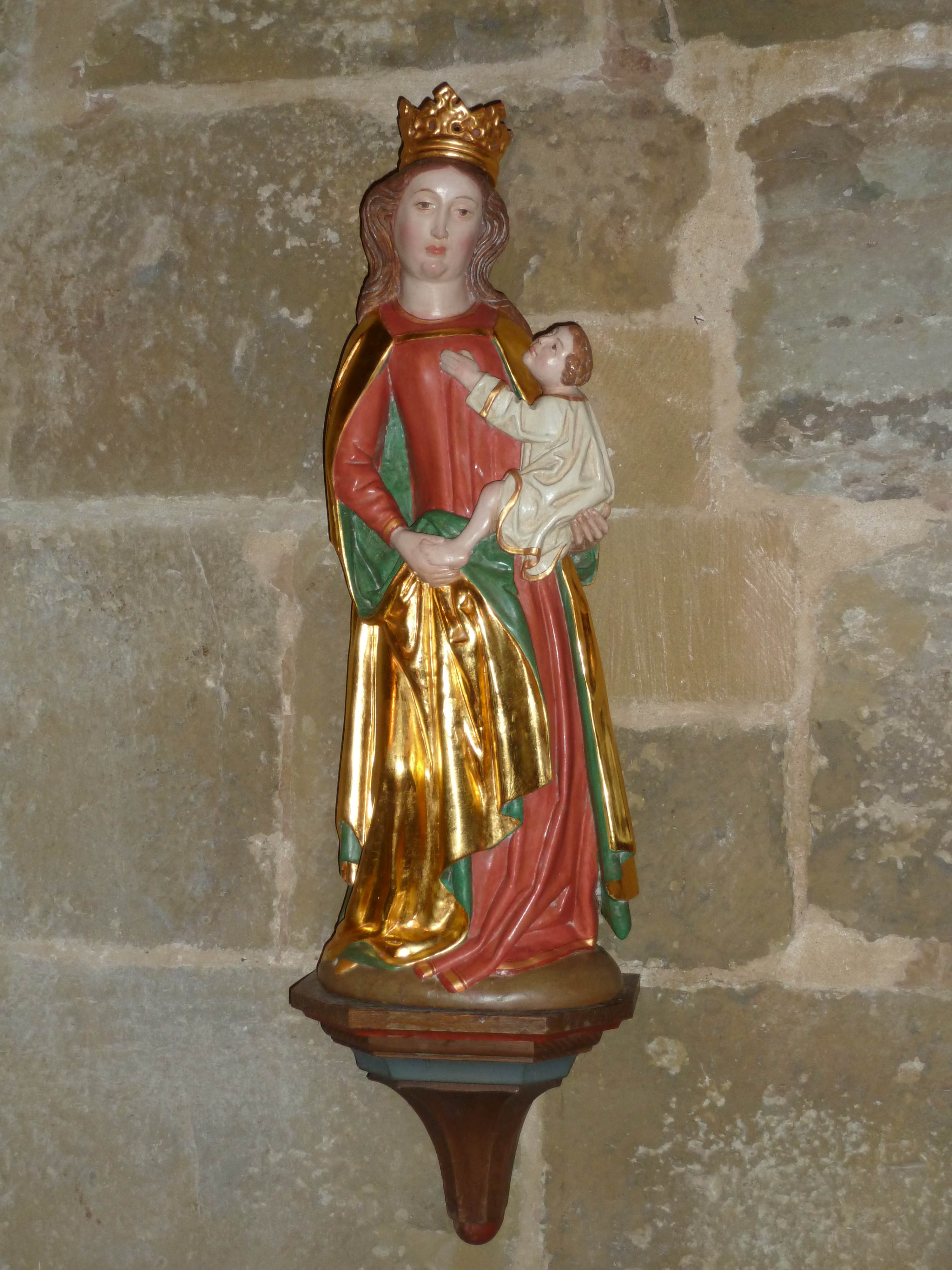
Madonna um 1470
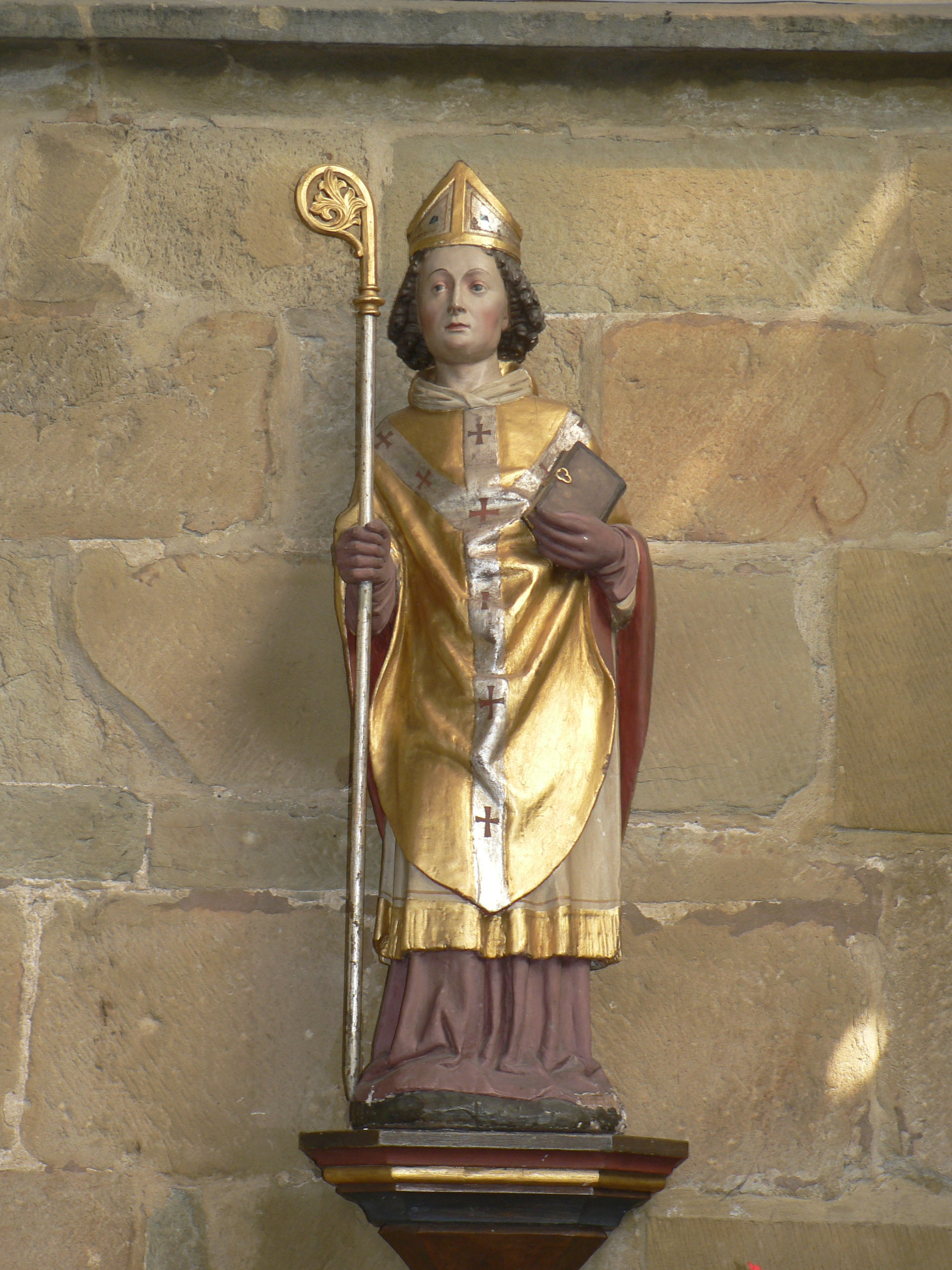
Bischofsfigur um 1470
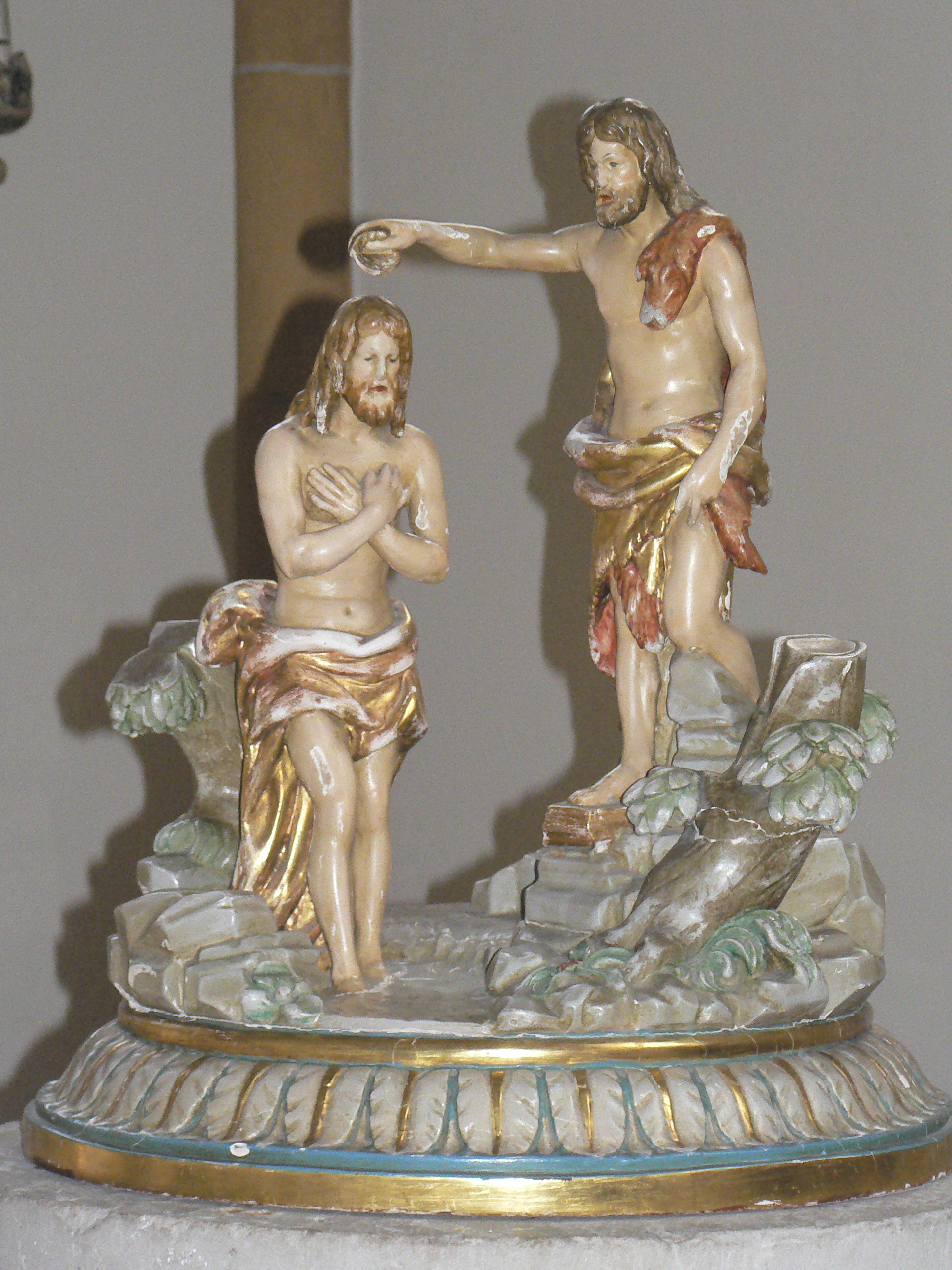
Deckel des Taufbrunnens (19. Jahrhundert)

### Taufbrunnen
Der Taufbrunnen befand sich zunächst in einer Taufkapelle an der Nordseite des Turmes hinter dem Portal. Sein unterer Teil ist eine dorische Säule, die an ihrem oberen Ende von einer Girlande umschlungen ist. Die Hochpunkte der Girlande tragen Engelsköpfe. Über die Basis zieht sich ein Reif von Akanthusblättern. Während der dorische Fuß aus der Zeit um 1800 stammt und französischen Einfluss erkennen lässt, ist der Deckel des Taufbeckens auf das Ende des 19. Jahrhunderts datiert. Er besteht aus der figürlichen Darstellung der Taufe Jesu durch Johannes den Täufer im Jordan. Nach der Kirchenrestaurierung 1975 erhielt der Taufbrunnen einen neuen Ort im vorderen rechten Teil des Altarraumes.

### Vier Evangelisten
Von dem Künstler Georg Gerhard Wessel aus Osnabrück wurden auch die vier Evangelisten: Matthäus, Markus, Lukas und Johannes angefertigt. Der damalige Pfarrer in Melle, Johann Heinrich Richter, gab sie um 1800 in Auftrag. Die vier Figuren sind in der Mitte des Kirchenschiffes an der Nordwand befestigt. Im Zuge einer zweiten Restaurierungsphase durch den Restaurator Ochsenfarth aus Paderborn wurden die alten Farben freigelegt und originalgetreu ergänzt. Die Evangelisten befinden sich an der Nordwand auf mittlerer Ebene des Kirchenschiffes.

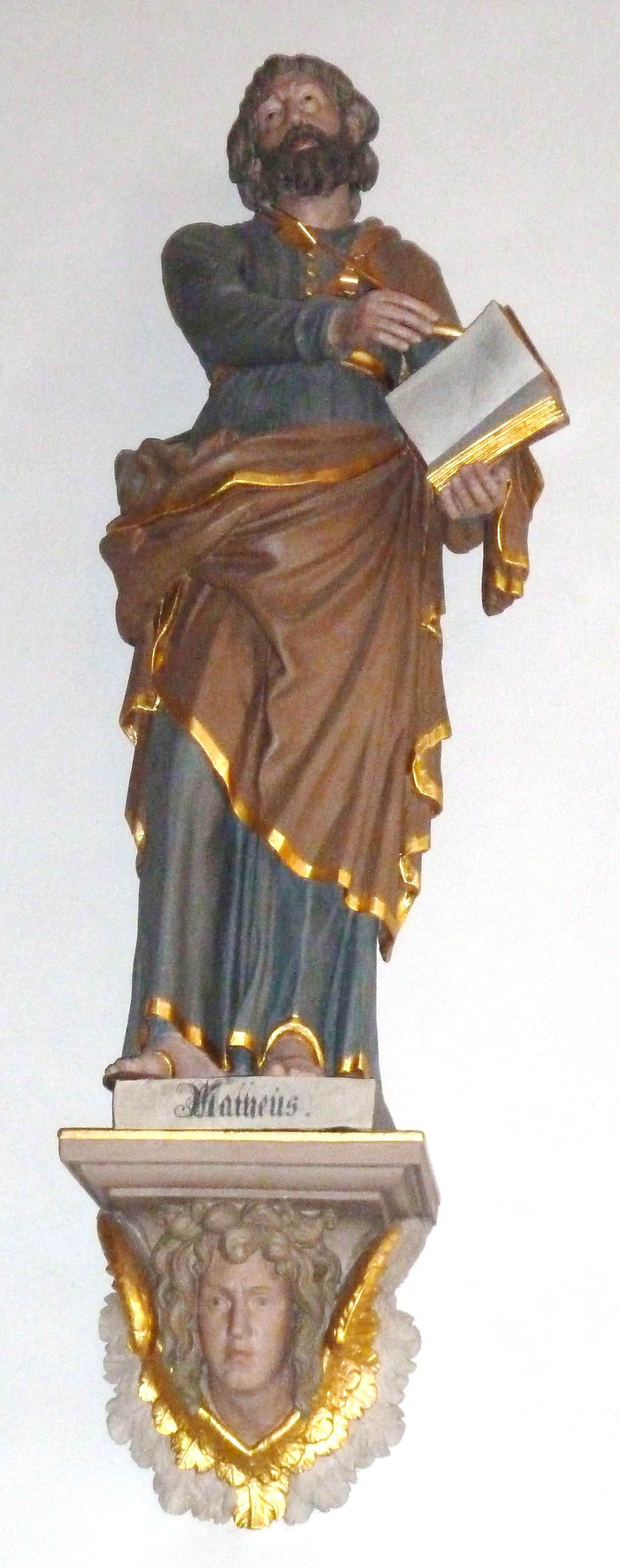
Evangelist Matthäus
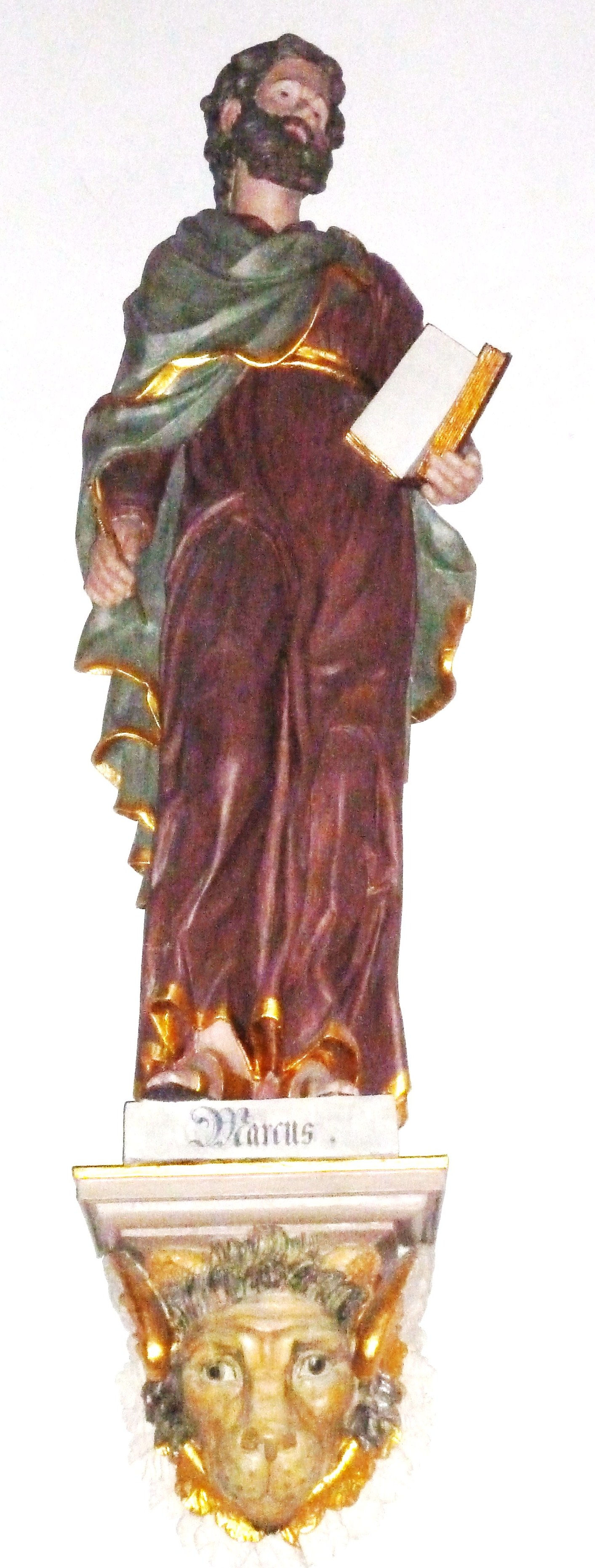
Evangelist Markus
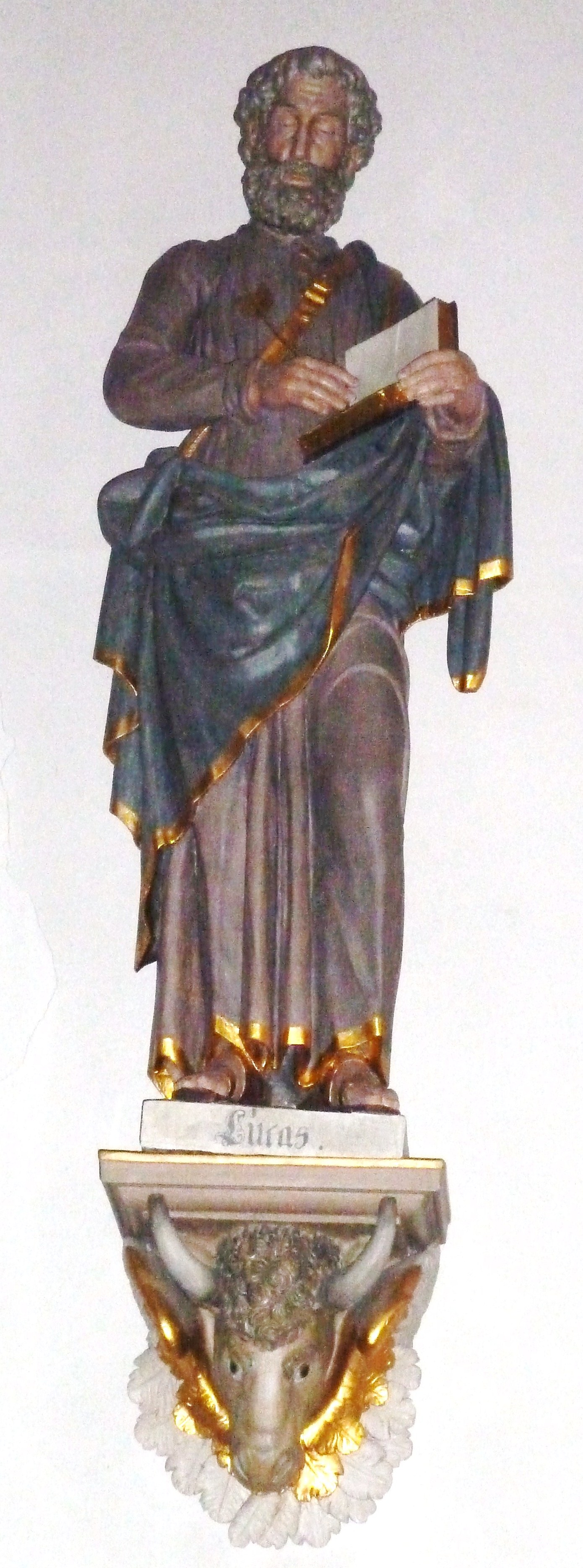
Evangelist Lukas
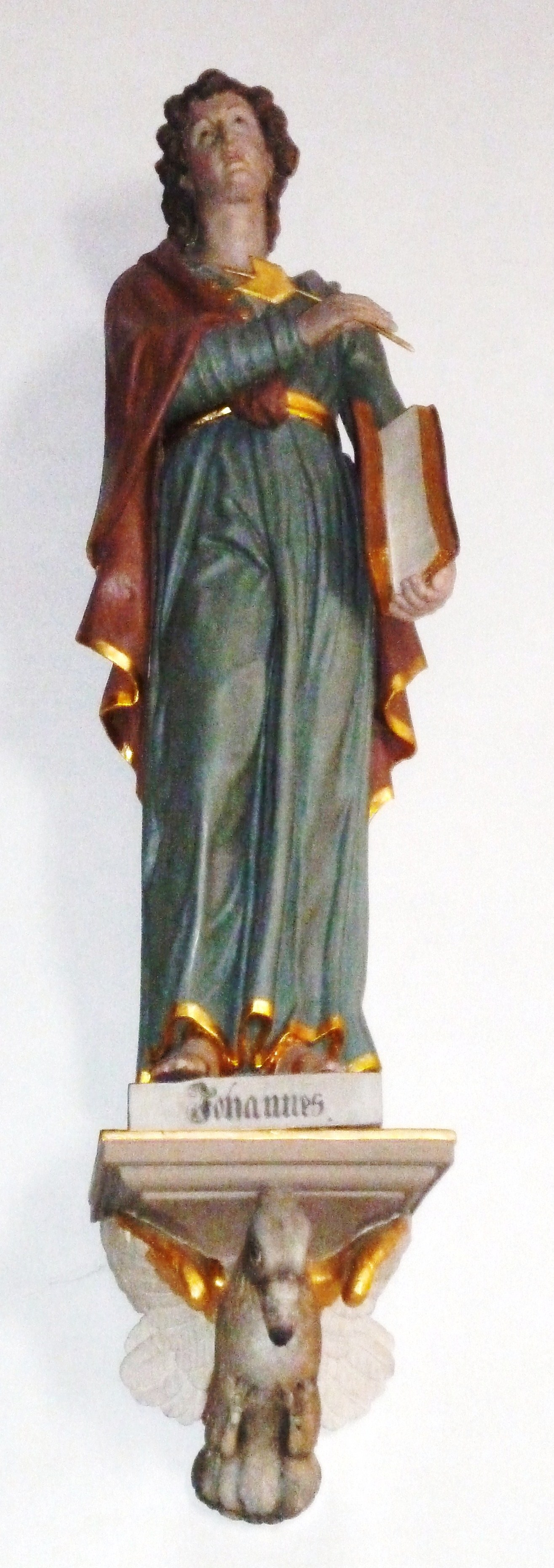
Evangelist Johannes

### Kanzel

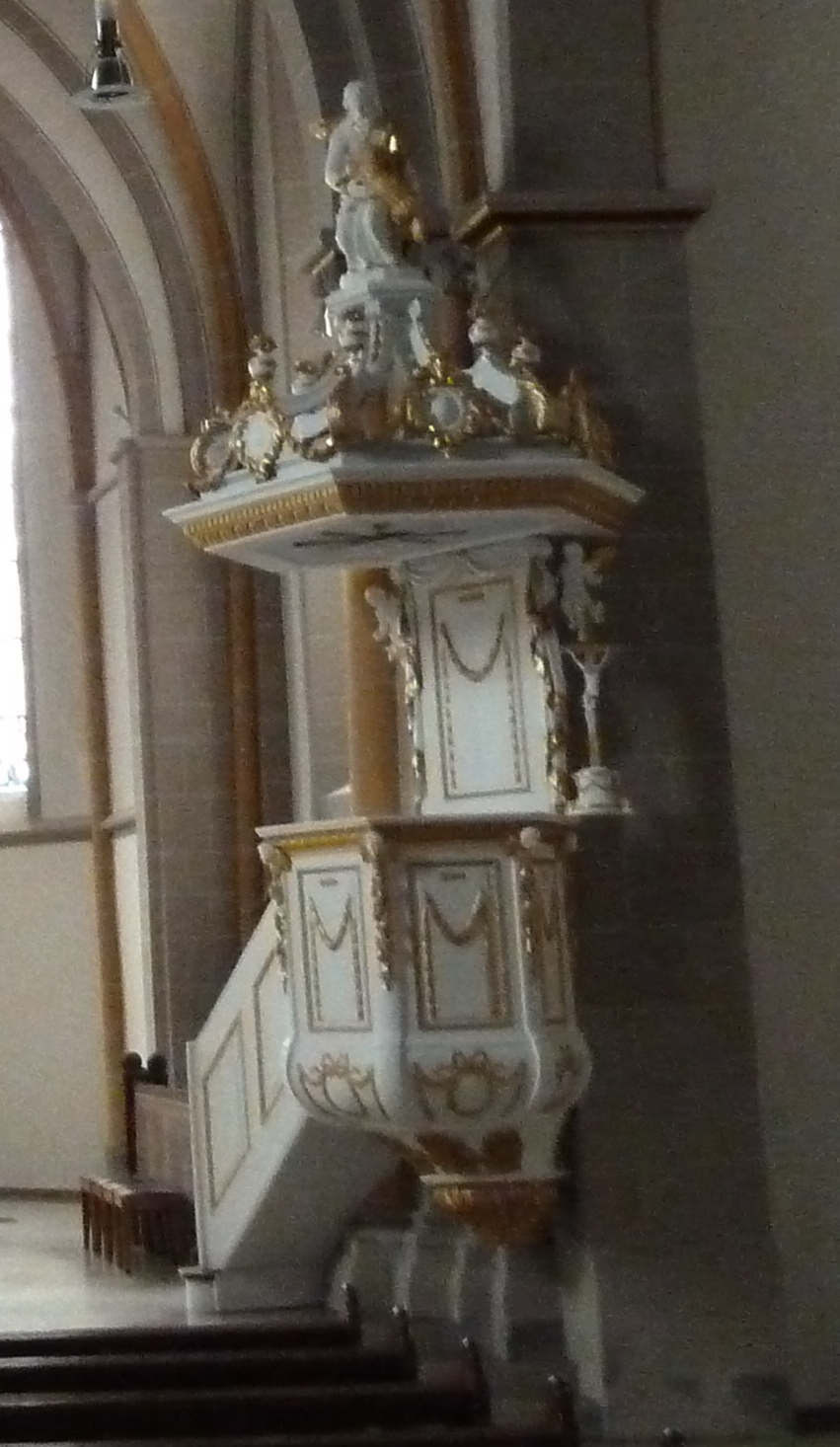
Kanzel um 1800

Im Stil der Seitenaltäre fertigte Bildhauer Wessel um 1800 auch die Kanzel. Sie befindet sich rechts im Übergang zwischen Altarbereich und Kirchenschiff. Die vier Felder der Kanzelbrüstung sind mit Girlanden und Traubengehängen ausgeziert. Als Abschluss sind Engelsköpfe zu erkennen und an der Rückwand schweben zwei Putten. Der Kanzelfuß schließt mit Akanthuslaub und einer Traube ab. Unter dem Schalldeckel befindet sich als Symbol des Heiligen Geistes eine Taube. Den Abschluss des Kanzeldeckels bildet die Darstellung des Guten Hirten, der von sechs weitschweifigen Voluten getragen wird.

### Klausing-Orgel
Bereits um 1589 findet sich in einem Rechnungsbuch der Gemeinde ein Eintrag über die Reparatur einer Orgel. Ein nicht namentlich genannter Orgelbauer soll 6 Gulden für seine Ausbesserungsarbeit erhalten haben. Im Visitationsbericht des Jahres 1651 wird ein Orgelpositiv erwähnt, das an der Nordwand der Kirche oberhalb der Sakristei angebracht gewesen sein soll. Die Orgel war über die Sakristei zugänglich. Die Wartung dieses Instrumentes oblag laut dem Rechnungsbuch seit 1665 der Orgelbaufamilie Klausing aus Herford. Beim großen Meller Stadtbrand (1720), der den Dachstuhl der Kirche vernichtete, wurde auch die Orgel in Mitleidenschaft gezogen. Der Orgelbauer Johann Adam Berner wurde 1721 mit dem Neubau einer einmanualigen Orgel beauftragt, die 1722 fertig gestellt wurde. 1799 wurde der Matthäuskirche ein Angebot zur Orgelrenovierung durch Jacob Courtain unterbreitet, das aber nicht zur Ausführung kam. Durch die Aufhebung des Dominikaner-Klosters Osnabrück und die Veräußerung des Inventars konnte die Matthäus-Kirche die dortige Orgel erwerben.
Die heute noch erhaltene Barockorgel schuf Johann Berenhard Klausing oder sein Vater Hinrich Klausing im Jahr 1713. Sie verfügte über 17 Register auf zwei Manualen ohne Pedal. 1819 wurde das Instrument der Pfarrei Melle überlassen. Es erfuhr 1861 einen Erweiterungsumbau auf 26 Stimmen durch Caspar Melchior Kersting aus Münster. Weitere Überarbeitungen erfolgten 1964 und 1979 nach Abschluss der jeweiligen Kirchenrenovierungen durch die Orgelbaufirma Franz Breil aus Dorsten. Das Werk ist weitgehend erhalten und wurde 2009 durch die Orgelbaufirma Ahrend aus Leer restauriert. Nach dem Rückbau des Pedalwerks um die Register Prinzipalbass 16', Hintersatz sowie Nachthorn 2' lautet die heutige Disposition:

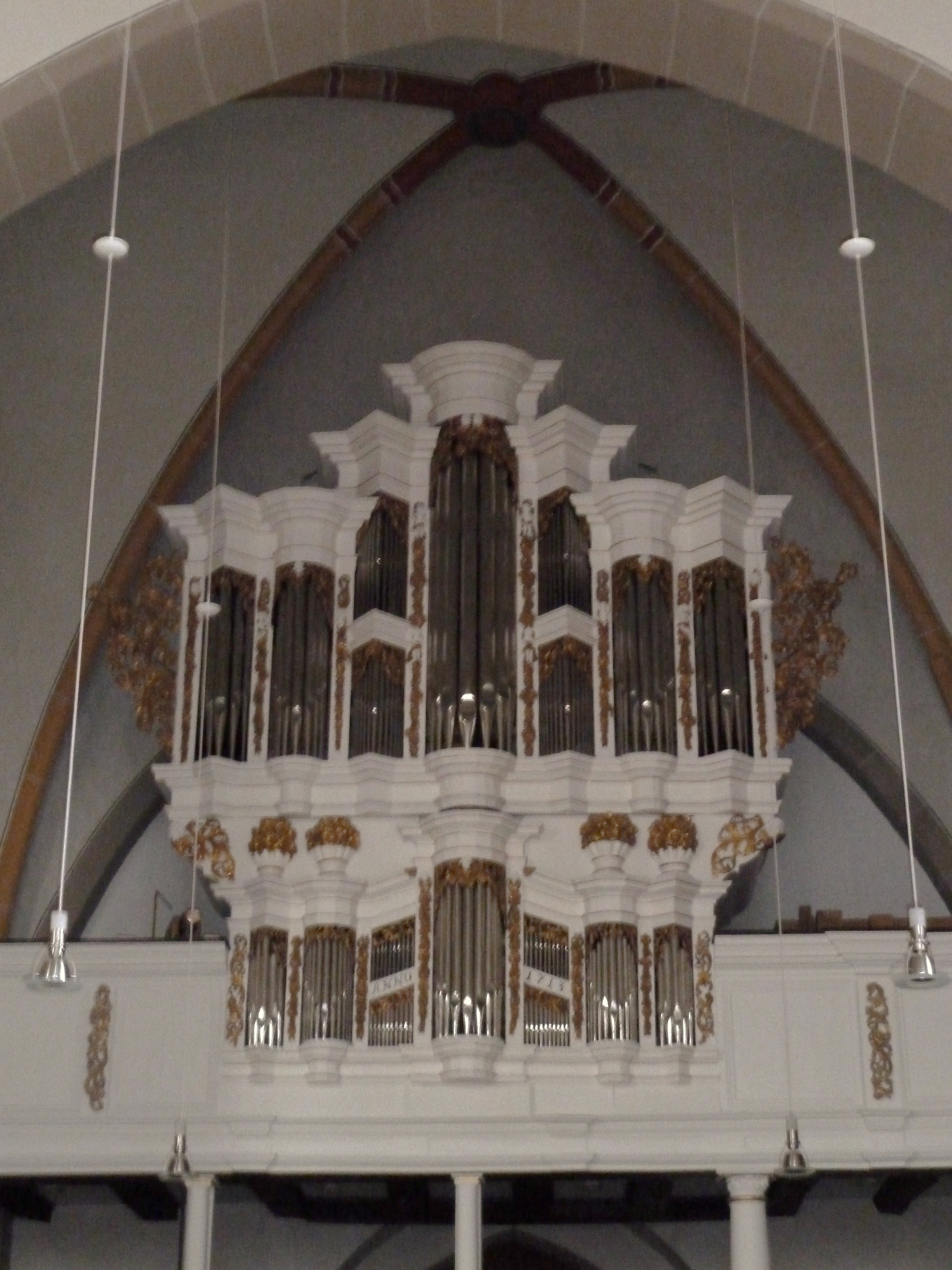
Klausing-Orgel von 1713

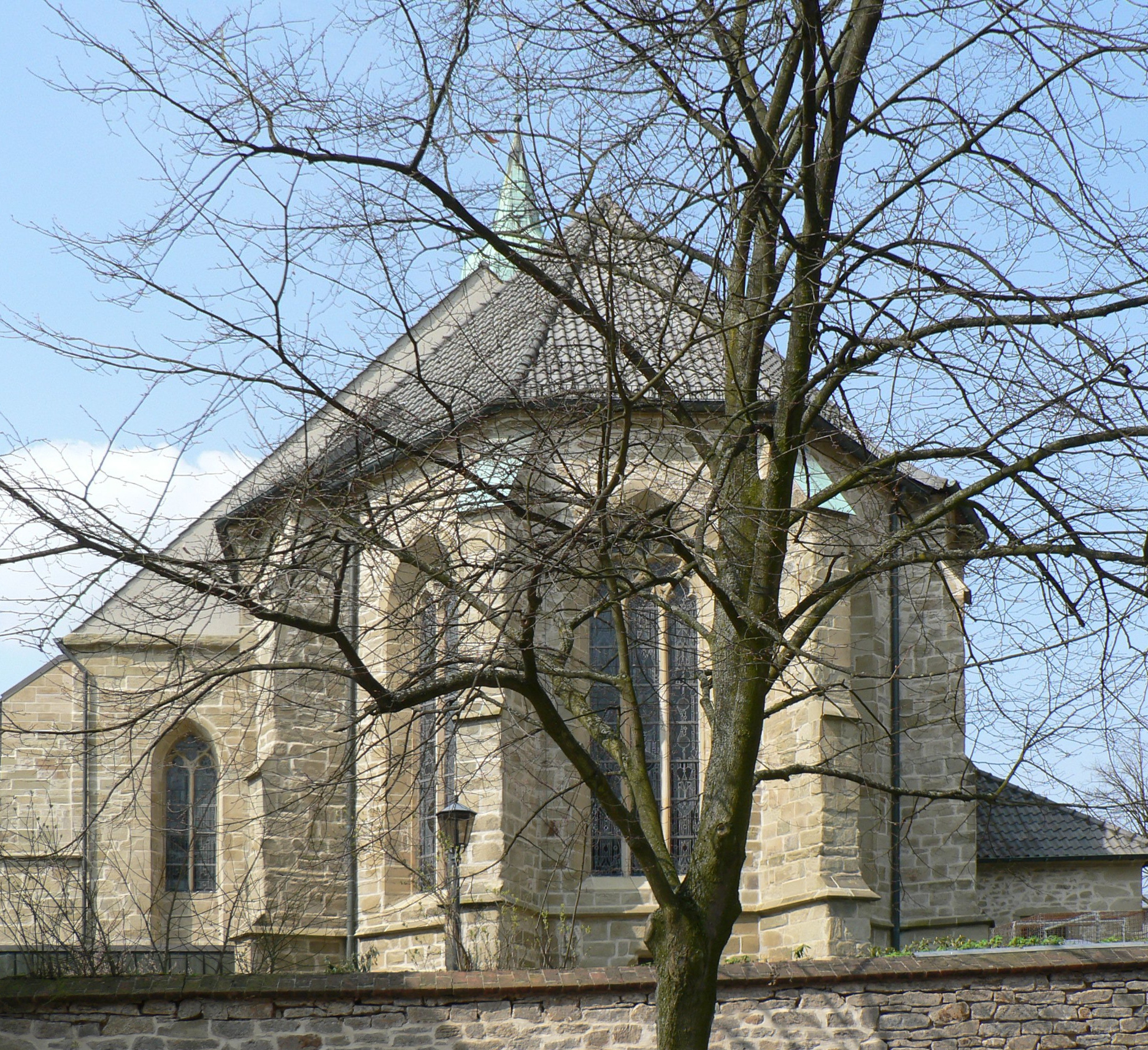
Ostseite Apsis

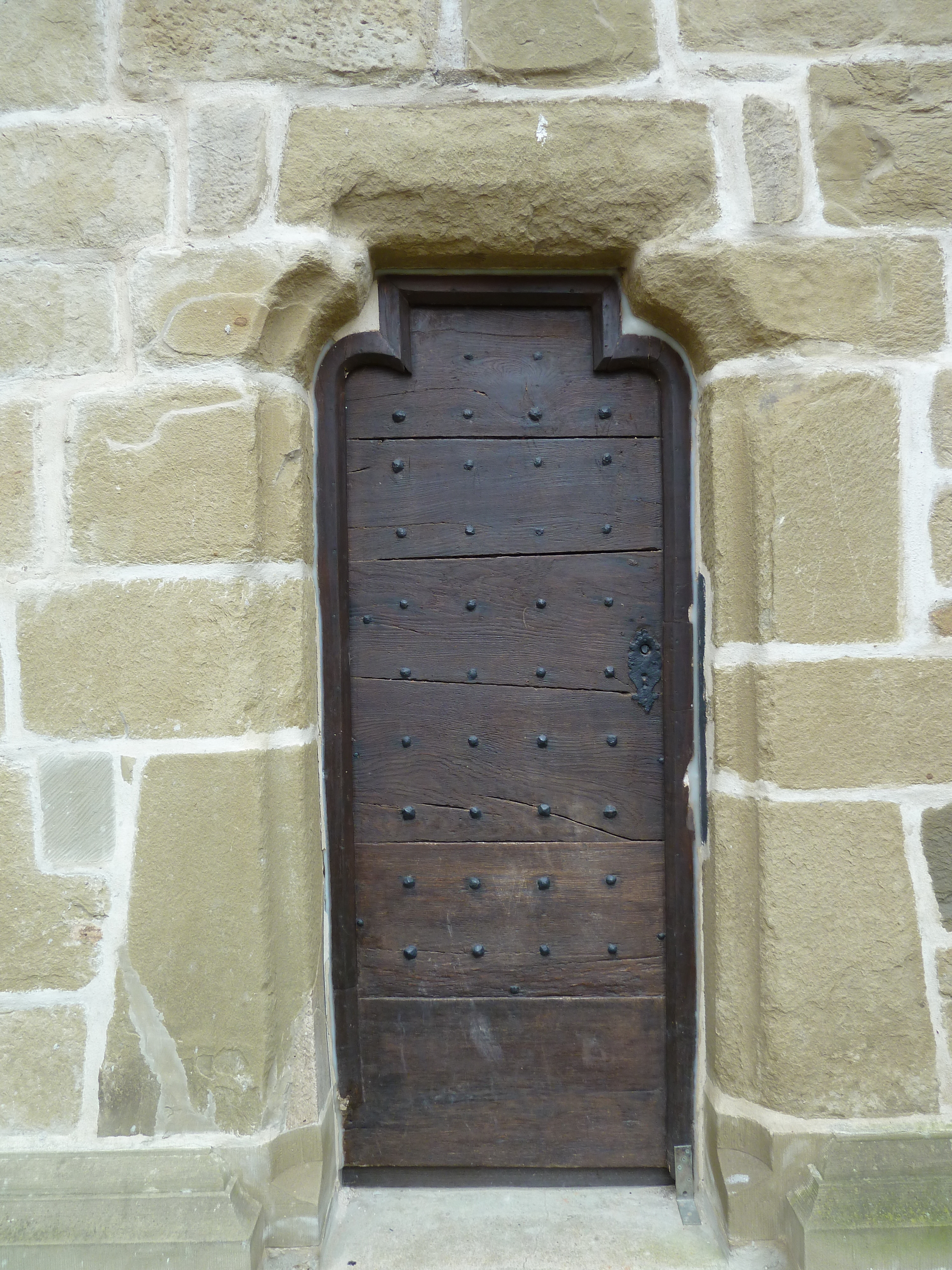
Tür im Ostchor

| II Hauptwerk C–c3 (Springlade) |       |
| Praestant                      | 08′   |
| Bordun                         | 16′   |
| Gedackt                        | 08′   |
| Oktav                          | 04′   |
| Rohrflaute                     | 08′   |
| Quint                          | 03′   |
| Waldflaute                     | 02′   |
| Sesquialt III                  |       |
| Mixtur V                       |       |
| Quint                          | 1 ⁄3′ |
| Posaun                         | 16′   |
| Trompett                       | 08′   |

| I Unterwerk C–c3 (Springlade) |     |
| Praestant                     | 04′ |
| Gedackt                       | 08′ |
| Flaute duse                   | 04′ |
| Oktav                         | 02′ |
| Mixtur III                    |     |
| Vox humana                    | 08′ |

| Pedalwerk C–d1 (Schleiflade) |     |
| Subbaß                       | 16′ |
| Oktav                        | 08′ |
| Oktav                        | 04′ |
| Posaun                       | 16′ |
| Trompett                     | 08′ |

- Nebenregister: Tremulant
- Koppeln: I/II, II/P, Ventil Pedal
- Stimmung:
  - Höhe a1= 465 Hz bei 18 °C
  - Norder Stimmung (1⁄5 syntonisches Komma)
- Winddruck: 68 mmWS

### Glocken
Die erste schriftliche Überlieferung für das Vorhandensein einer Glocke stammt aus dem Jahr 1589. In der Kirchenrechnung utgave ter Kerken werden 7½ Schilling für Glockenschmiere und 12 Schilling für zwei neue Glockenseile verbucht. 1591 werden die Glocken umgegossen. Vermutlich waren sie schon länger in Gebrauch und gesprungen. Das Kirchenverzeichnis gibt folgende Aufschlüsse: Item alß die Klocken umme gegotten ward, dem bocker vor Speck und Ungell 1 Daler. Dem meister alß die Klocken gegotten wort 1 kanne wins geben davor 4 Schilling. Item alß die Letzte Klocken gegotten worden, da habe ich utgedan 30 Daler. Folgens darna auß befehl des Drosten Jaspern vom Obers noch 25 Daler. Item vor Tappen, Bende und Klepel to berne Cordt Smet geven 3 Daler. Die Kosten trug die Gemeinde. Auch der Adel beteiligte sich, wie ein Brief vom 12. Januar 1591 des Johann zum Plettenberg auf Gut Walle belegt. Der genaue Ort des Glockengusses ist nicht bekannt. Vermutlich fand er in der Nähe der Kirche statt. Der Flurname Klockenbrink erinnert heute noch daran.
In einem Visitationsprotokoll des Jahres 1705 heißt es: Drei große Glocken sind im Turm. Eine oder die kleine ganz alte ist geweiht mit der Inschrift: Ave Maria, gratia plena. (Gegrüßet seist du Maria, voll der Gnade). Die gebrauchen wir täglich zur Messe. Die beiden anderen, größeren, ob sie geweiht sind, ist unbekannt, sind renoviert im Jahr 1639 am 27. September, zur Zeit, als die Lutheraner die Kirche besetzt hatten. Somit kann 1639 von einem Neuguss ausgegangen werden. Aus den Kirchenbüchern wird ersichtlich, dass die Glockengießer Franz und Walter Hemony sowie der holländische Glockengießer Johann von Campen in Melle tätig wurden.
Der große Brand von Melle 1720 zerstörte die alten Glocken. 1727 war ein neues Geläut, bestehend aus drei Glocken, fertig. Ihre Größe wird mit 4000, 2800 und 1500 Pfund angegeben. 1792 musste die mittlere Glocke erneuert werden. Sie trug die Aufschrift: Henricus Petit me fuderit. Anno 1792. (Heinrich Petit hat mich gegossen. Im Jahre 1792.). 1842 wurde die große Glocke, nun mit etwa 5000 Pfund, umgegossen, da sie geborsten war. Ihre Inschrift lautete: ad gloriam omnipotentis sempiternique Dei et in honorem Ecclesiae patroni sancti Matthaei. (Zum Ruhm des allmächtigen, ewigen Gottes und zu Ehren des Kirchenpatrons, des hl. Matthäus). Weiter: Ich rufe zur Freude, wecke zur Andacht, stimme zum Leide. Die Glockengießer Petit & Gebr. Edelbrock nahmen den Glockenguss vor. Ein Jahr später war auch die kleinste Glocke durch einen Sprung beschädigt und musste erneuert werden. Ihr Gewicht betrug etwa 1260 Pfund.
1917 wurden kriegsbedingt die beiden größten Glocken beschlagnahmt. Durch Sammlungen in der Gemeinde, die etwa 14.000 Reichsmark erbrachten, konnten 1925 zwei neue Glocken angeschafft werden. Der aus Melle stammende schwedische Erzbischof Albert Bitter erteilte den Glocken die kirchliche Weihe. 1935 erhielt der Glockenstuhl eine elektrische Läuteanlage. Auch im Zweiten Weltkrieg wurden wiederum die beiden größten Glocken beschlagnahmt. Die große Glocke konnte 1946 auf dem Hamburger Glockenfriedhof wieder aufgefunden werden. Die mittlere Glocke wurde 1957, anlässlich des silbernen Ortsjubiläums von Dechant Robert Hesse, neu gegossen. Die 1515 kg wiegenden Glocke trägt die Aufschrift: Königin des Friedens, bitte für uns.

### Chorgestühl
Einer der ältesten Ausstattungsgegenstände ist das sich im Altarraum befindende Chorgestühl. Es stammt aus der Spätgotik um 1500. Wangen und Sitze sind noch original erhalten, die Vorder- und Rückwände wurden im Laufe der Jahrhunderte erneuert. In die vorderen Seitenwangen ist jeweils ein zweiteiliges gotisches Lanzettfenster eingeschnitzt. Die Wangen der Sitze weisen vierteilige Fenster auf. Rosetten trennen die Sitze voneinander. Sie finden sich auch auf der Kniebank wieder. Die Sitzbretter sind aufklappbar und mit Miserikordien (Stehhilfen) versehen.
Weniger kunstvoll ausgestattet ist der Chor- oder Kirchenstuhl auf der Orgelempore. Er stammt aus dem Ende des 16. Jahrhunderts. An seinem Kopfende befinden sich zwei Inschriften und eine Wappentafel des Geschlechtes Meierinck.

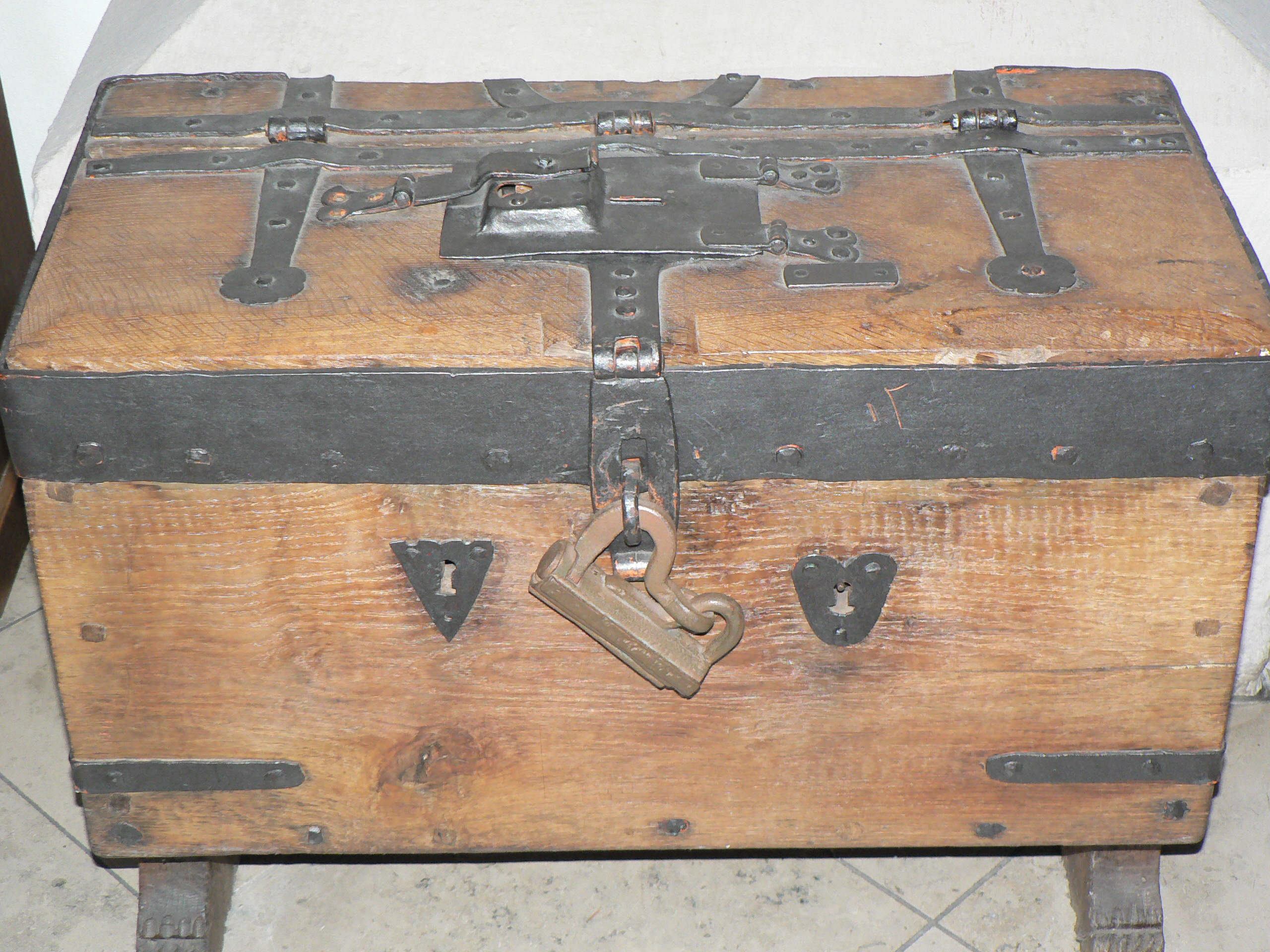
Kollektentruhe um 1650

### Kollektentruhe
Bis zum Jahr 1920 diente eine Truhe aus dem 17. Jahrhundert als Sammelbehälter für die Spenden- und Kollektengelder. Als Stollentruhe ist sie eine Rarität im Osnabrücker Land. Sie ist aus Eichenholz gefertigt und mit handgeschmiedeten Eisenbändern und Schlössern versehen. Zwei Wappen haben im Holz ihre Spuren hinterlassen. Links das Wappen Voß zum Dyck und rechts das von Haren auf Laer. Johann Voß zum Dyck war verheiratet mit Gertrud von Münchhausen. Das adelige Paar lebte vermutlich 13 Jahre lang von 1647 bis 1660 auf Gut Laer (Ortsteil von Melle). Bei der Trennung der Konfessionen fiel die Truhe der katholischen Gemeinde zu.

### Turmuhr

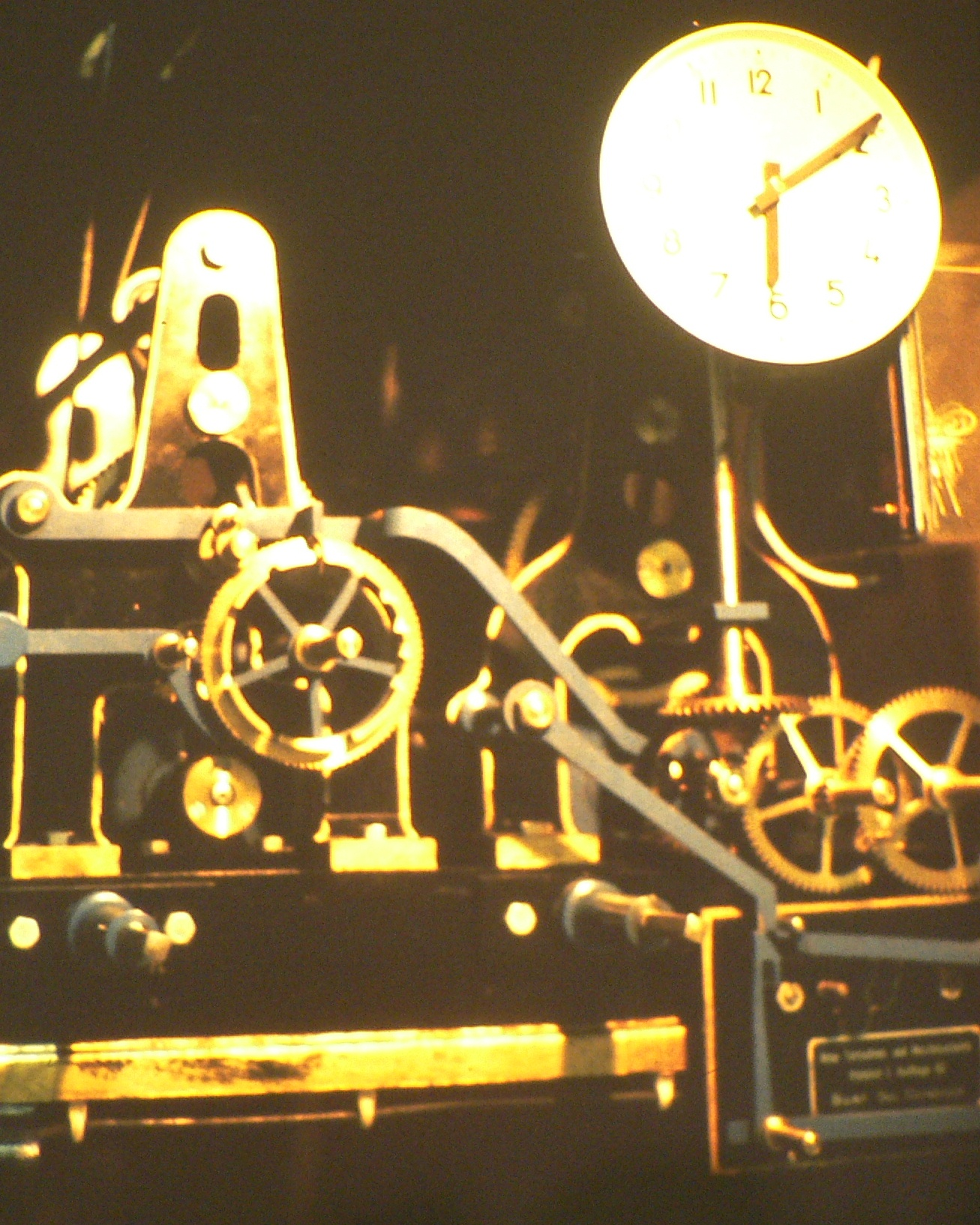
Uhrwerk der Firma Korfhage

Vermutlich seit Beginn des 17. Jahrhunderts ist im Dach des Turmes eine Turmuhr vorhanden. An der Südseite des Kirchturmes befand sich jedoch schon früher eine Sonnenuhr, die auch nach der Installation einer Turmuhr unentbehrlich blieb, da der Küster nach ihrer Zeitangabe die Turmuhr stellte. In einer Rechnung von 1649 wird eine Reparatur erwähnt. Aus einer weiteren Rechnung des Jahres 1663 ist zu ersehen, dass Meister Wilhelm Haußbrandt, Custos und Organist in Melle, am Uhrwerk gearbeitet und einen Schilling und zwei Deut dafür erhielt.
Bei der Trennung der katholischen und evangelischen Konfession wurde im Rezessus Mellensis 1671 festgelegt: Die Schlaguhr in der Catholischen Kirchen betreffend, sollen die Eingeseßenen des Wigbolds Melle selbige nach wie vor zu unterhalten haben (§ 10). Zu dieser Zeit war die Turmuhr der Matthäuskirche die einzige öffentliche Uhr in Melle. Da alle Bewohner ihren Nutzen daraus zogen, musste die gesamte Bürgerschaft für den Unterhalt aufkommen.
Nach dem großen Stadtbrand wurde Glockengießer Rücker (Rinker) aus Gießen damit beauftragt, eine neue Schlaguhr zu installieren. Da sie offenbar sehr störanfällig war, schrieb Bürgermeister Vahrendorf 1724, dass der Glockengießer die Uhr nichtsnutzend verfertigt, nur das Geld eingenommen. Die daraufhin erfolgte Reparatur vom Uhrmacher Ricke aus Halle kostete 30 Taler. Nach diversen Meinungsverschiedenheiten zwischen Magistrat und Kirchengemeinde über den Unterhalt der Uhr, das Aufwinden, Schmieren und Richtigstellen, wurden die Zahlungen an den Küster seitens des Magistrats von 1845 bis 1883 eingestellt. In der Folge blieb die Uhr 19 Jahre lang „stehen“. Nach Aufhebung des Rezessus Mellensis im Jahr 1874 war die Stadt der Auffassung, dass der Unterhalt der Turmuhr der Kirchengemeinde obliege. In einem zweijährigen Prozess setzte sich die Kirchengemeinde jedoch durch. In der Folge wurden größere Reparaturen zur Hälfte von der Kirchengemeinde und der Stadt finanziert. Im Jahr 1961 wurde im Zuge einer größeren Reparatur durch die Turmuhrenfabrik Korfhage aus dem Meller Ortsteil Buer der Paragraph 10 des Rezessus Mellensis einvernehmlich außer Kraft gesetzt.
Im Jahr 2006 wurde das alte mechanische Uhrwerk, unter Beibehaltung der alten Zifferblätter und Zeiger, durch eine elektronische Funkuhr ersetzt.

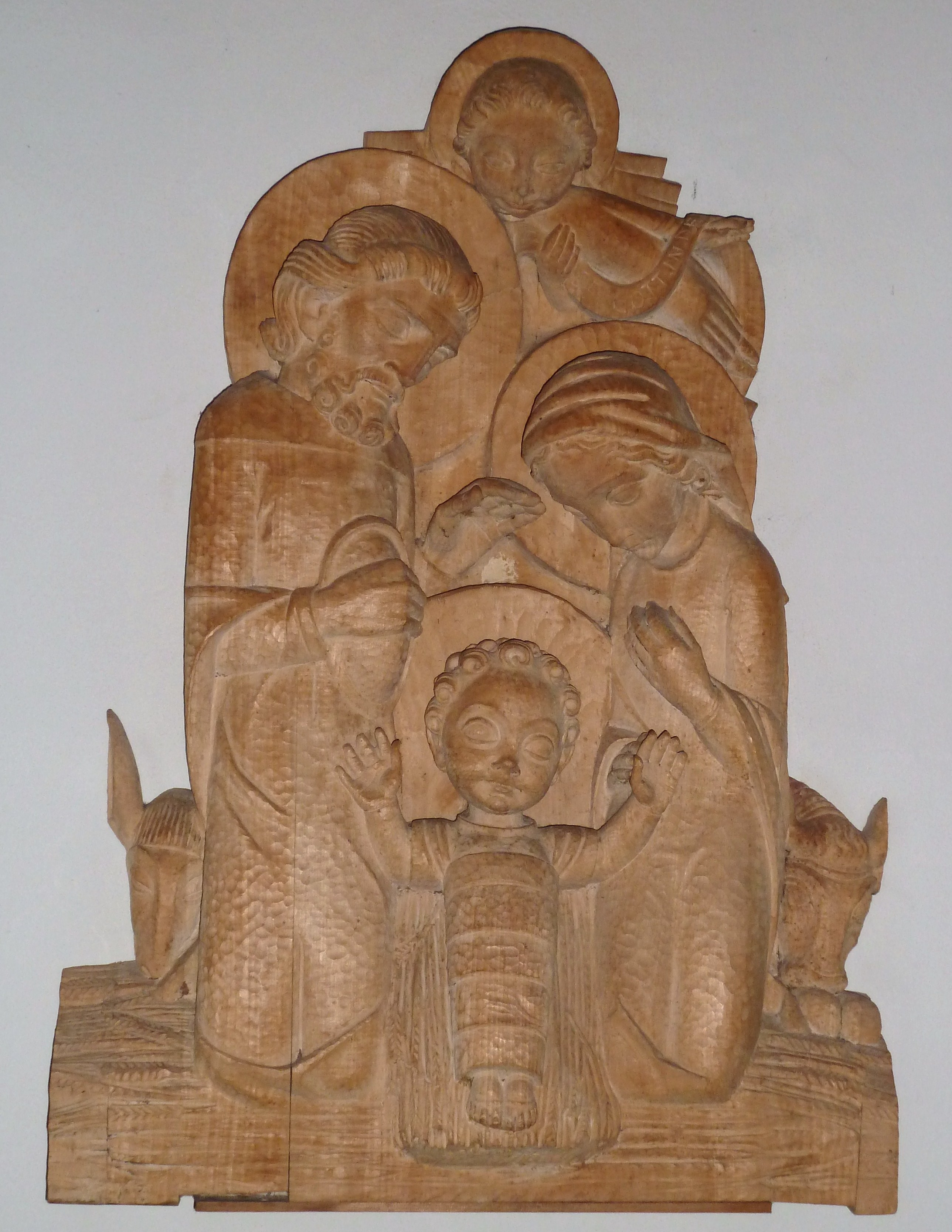
Altarbild: Ludwig Nolde, Geburt Christi (1932)

### Krippe
Bereits im Jahre 1684 erscheint im Rechnungsbuch der Kirche ein Ausgabeposten zum Erwerb von Nägeln für die Aufstellung einer Krippe. Der Matthäusverein spendete 1888 eine aus 22 Figuren bestehende Weihnachtskrippe. Die bemalten Darstellungen, bestehend aus Jesuskind, Maria und Josef, Ochs und Esel, Schafen und Hund, Hirten und Mägde sowie den Hl. drei Königen und einem Kamel, sind bis zu 80 cm groß. Die Krippe wurde bis 1972 vor dem Marienaltar errichtet. Heute hat sie ihren Platz am Brautportal, dem Übergang von der alten zur neuen Kirche.

### Liturgische Geräte

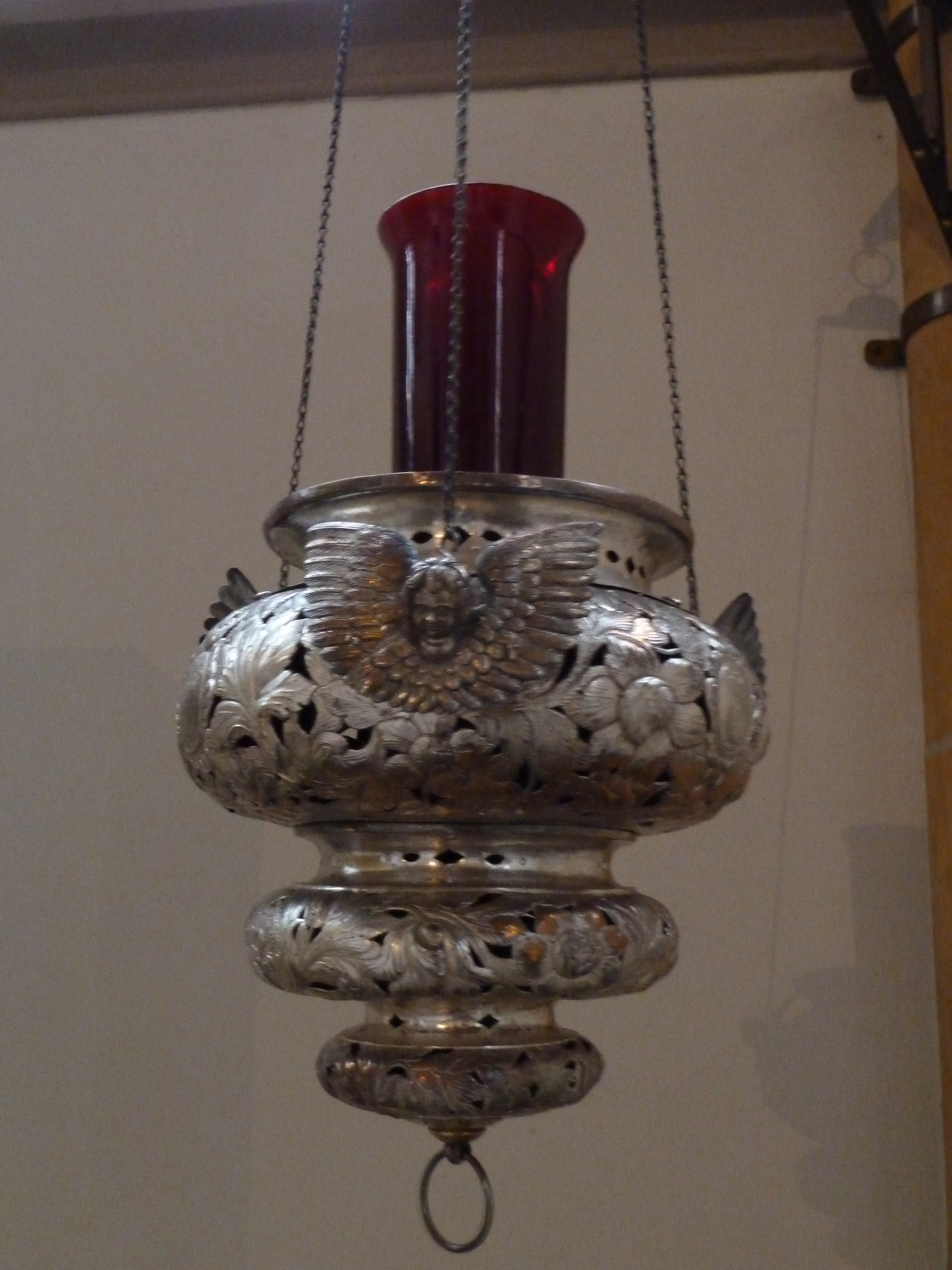
Ewiglichtampel 17. Jahrhundert

Die ältesten Aufzeichnungen über liturgische Geräte der St.-Matthäus-Kirche sind aus der frühen Zeit des Dreißigjährigen Krieges belegt. Generalvikar Lucenius fand bei einer Visitation Monstranz und Kelche in einem Kasten verschlossen vor. Bei der Plünderung der Matthäuskirche 1630 wurden auch Kirchengeräte entwendet. In einem Protokoll heißt es: Die Ornamente, Kelche und Ciboria weggenommen. Welche liturgischen Geräte den Dreißigjährigen Krieg überstanden hatten, ist in einem Visitationsprotokoll vom 3. August 1651 aufgezeichnet. Demnach war noch ein Kelch mit vergoldeter Patene, vier versilberte und zwei hölzerne Kerzenleuchter, ein silberner Behälter für die Aufbewahrung des heiligen Sakramentes, zwei Altarleuchter, ein bronzenes Weihwassergefäß und zwei versilberte Blumenvasen vorhanden. Ebenso besaß die Pfarrgemeinde noch sechs Messgewänder mit Stola und Manipel sowie zwei Alben.
In einem weiteren Visitationsprotokoll von 1705 zählt der damalige Pfarrer Pastor Wilhelm Hoet mehrere liturgische Geräte auf. Außer der 1676 von Friedrich von Nehem gestifteten und noch heute erhaltenen Monstranz war noch eine weitere, ältere vorhanden. Erwähnung finden auch zwei silberne Kelche und ein vergoldetes Ziborium sowie sechs große silberne Leuchter, die einen Wert von 650 Talern gehabt haben sollen. Ferner werden zwei Gefäße für Öle und Hostien, ein Weihrauchfass aus Silber sowie acht kleine Krüge und acht Schellen genannt.
1724 erstellte der Custos et Organist der Kirche Johann Schiller ein weiteres Verzeichnis über den Bestand an Kirchengeräten: Waß in der Kirche S. Matthäy an Silber und andere Zierrat der Kirchen vorhanden: Sechs große silberne Leuchter und zwei kleine vor daß H. venerabel. Eine silberne Lampe. Ein Meßbuch mit Silber beschlagen. Eine Monstrans. Ein Ciborium. Zwei Kelche. Ein Communicanten Becher und zwei Meßkännekes. Ein Holzenkreuz mit einem silbernen Kreuzbildt nach den Kranken zu gebrauchen. Zwei silberne Kronen vor der mutter gottes undt Kindt, ein septer und ein klein golden Creutz und ein silbern Pfennig und ein Agnus Dei. Vier kleine Kronckes, welche die Engeln auf Haben und vier kleine Leuchterkes, welche die Engeln in Handen haben.
In einer Versicherungspolice aus dem Jahre 1900 werden die 1724 genannten Gegenstände aufgezählt. Ein Kelch wird zusätzlich aufgeführt, der aus einer Stiftung der Familie von Nehem stammt. Das Wappen der Familie wurde am Fuß eingraviert. Die aufgeführten liturgischen Geräte sind bis heute erhalten geblieben.

## Ausstattung der Neuen Kirche

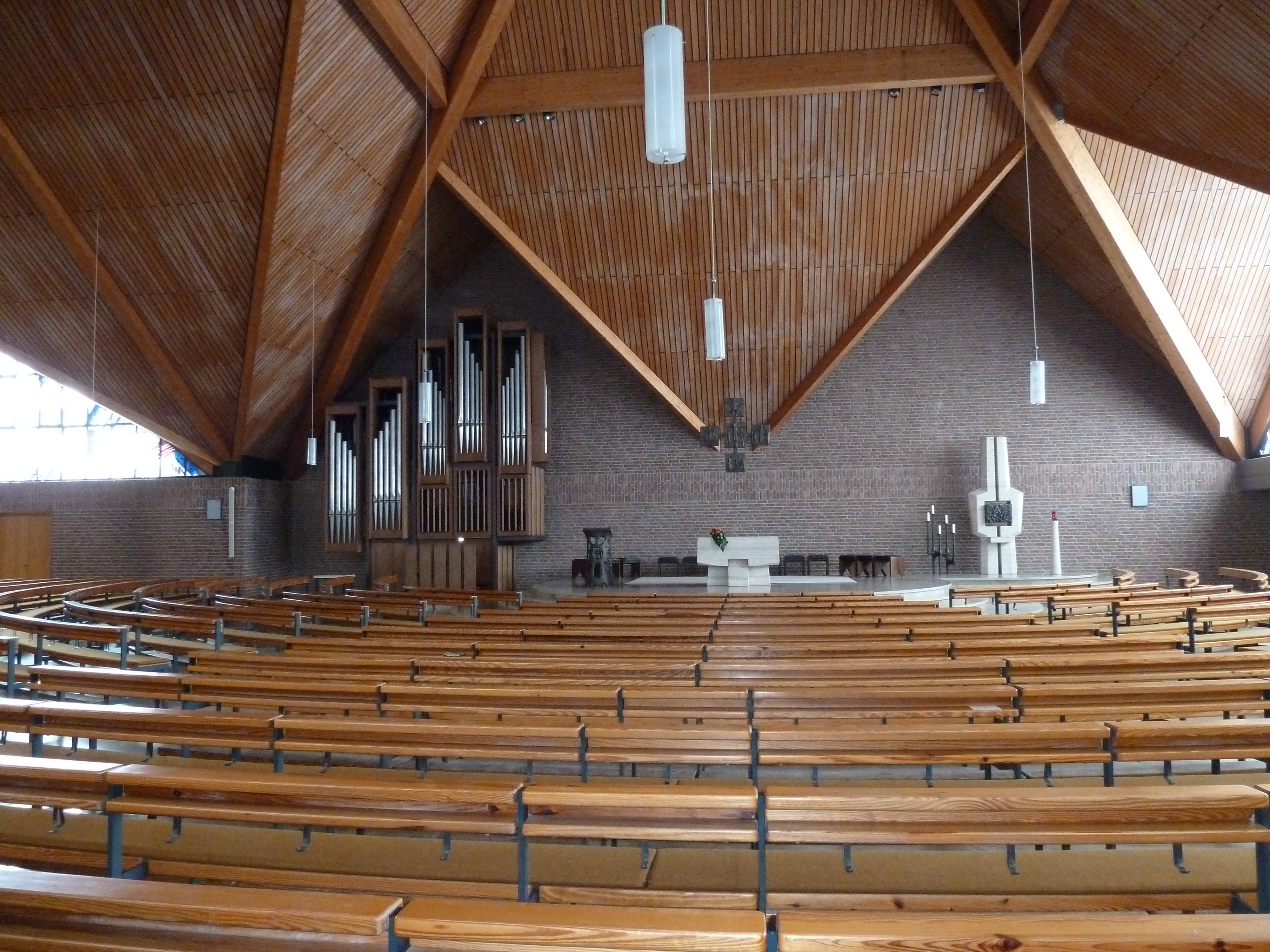
Blick auf den Altarraum

### Altarraum
Die Gemeinde versammelt sich in fünf Bankblöcken mit etwa achthundert Sitzplätzen um den halbkreisförmigen Altarraum. In seiner Mitte steht ein aus italienischem Travertin geschaffener Zelebrationsaltar. Die Sakramentsstele, eine große, aufstrebende Säule, die ebenfalls aus Travertin geschaffen wurde, birgt in ihrer Mitte den Tabernakel. Seine Tür ist mit der Darstellung des brennenden Dornbuschs versehen und soll auf die Gegenwart Gottes hinweisen. Eine schlank geformte, zwei Meter hohe, rechts neben dem Tabernakel befindliche Säule mit dem Ewigen Licht zeigt die Gegenwart Christi an. Über dem Altar hängt ein aus fünf Feldern bestehendes Kreuz. Es ist aus Bronze gegossen und zeigt Abschnitte aus dem Leben Jesu: Geburt, Kreuzigung, Auferstehung, Himmelfahrt und Christus in der Ewigkeit. Links neben dem Zelebrationsaltar steht der aus Bronze geschaffene, mit einer Taube als Symbol des Heiligen Geistes versehene Ambo, der Ort der Wortverkündigung. Der Altarraum wurde von Bildhauer Walter Mellmann aus Osnabrück gestaltet.

### Breil-Orgel
Die in die Gestaltung des Altarraumes einbezogene, links vom Ambo postierte Orgel wurde 1977 von Franz Breil aus Dorsten erbaut und am 4. Adventssonntag von Domorganist Winfried Schlepphorst abgenommen. Sie enthält 30 Register mit 2450 Pfeifen verteilt auf 2 Manualen und Pedal, wobei die Register des zweiten Manuals schwellbar sind. Die Spieltraktur ist mechanisch, die Registertraktur mit den Schleifladen wird elektromagnetisch gesteuert. Ihre Disposition lautet:
| I Hauptwerk C–g3 |       |
| Gedackt          | 16′   |
| Prinzipal        | 08′   |
| Rohrflöte        | 08′   |
| Oktave           | 04′   |
| Gedacktflöte 0   | 04′   |
| Oktave           | 02′   |
| Mixtur IV-VI     | 1 ⁄3′ |
| Trompete         | 08′   |

| II Schwellwerk C–g3 |       |
| Holzgedackt         | 08′   |
| Gambe               | 08′   |
| Unda maris          | 08′   |
| Prinzipal           | 04′   |
| Traversflöte        | 04′   |
| Schwiegel           | 02′   |
| Quinte              | 1 ⁄3′ |
| Oktävlein           | 01′   |
| Sesquialtera II 0   | 2 ⁄3′ |
| Mixtur IV           | 02′   |
| Zimbel III          | 01⁄2′ |
| Basson              | 16′   |
| Trompete            | 08′   |
| Hautbois            | 04′   |
| Tremulant           |       |

| Pedalwerk C–f1  |     |
| Prinzipalbass 0 | 16′ |
| Subbass         | 16′ |
| Oktavbass       | 08′ |
| Rohrbass        | 08′ |
| Choralbass      | 04′ |
| Mixtur IV       | 02′ |
| Posaune         | 16′ |
| Trompete        | 08′ |

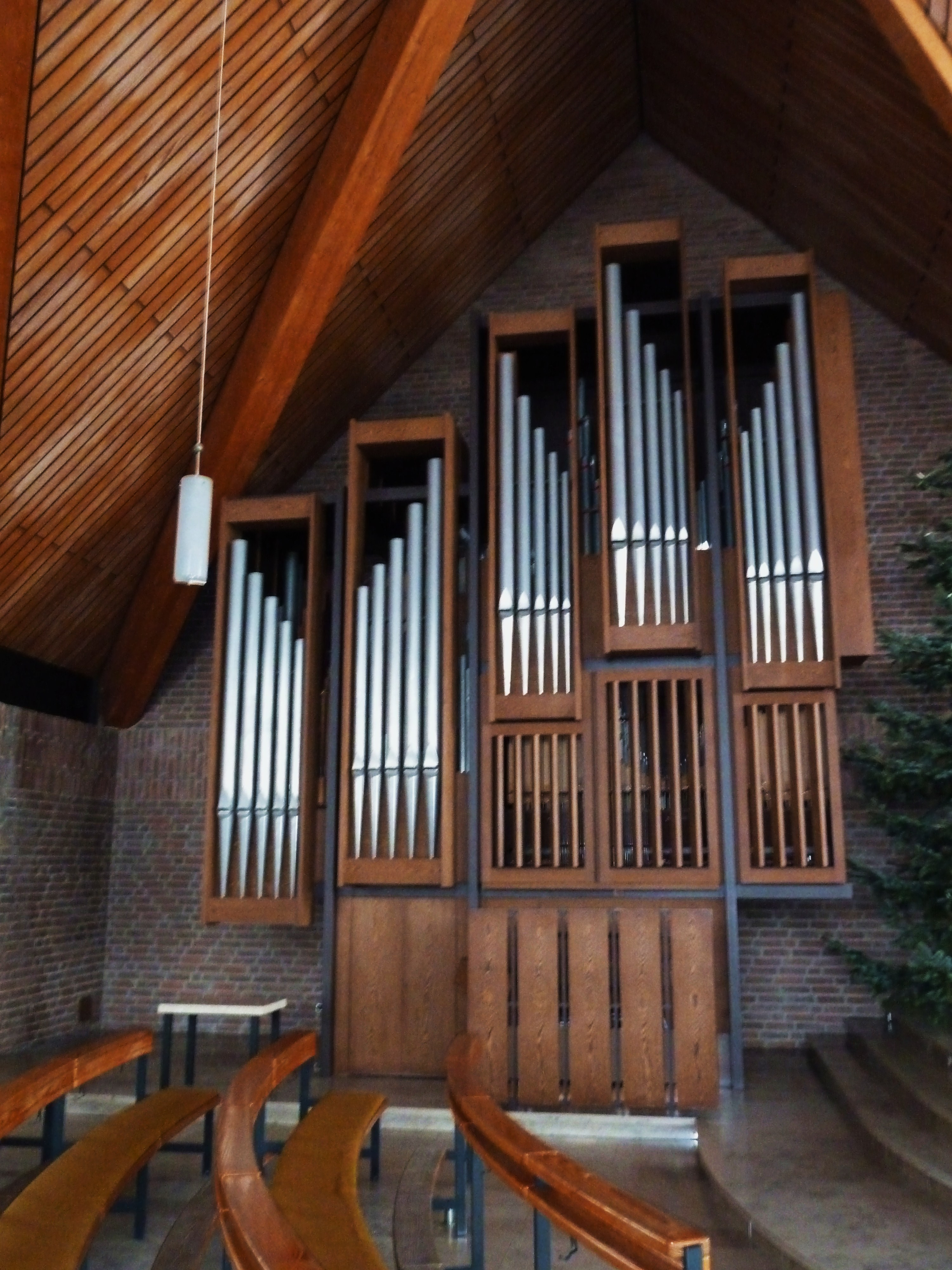
Breil-Orgel von 1977

3 elektrische Normalkoppeln: I Man./Ped., II Man./Ped., II Man./I Man.; 3 freie elektrische Kombinationen

### Buntverglasung

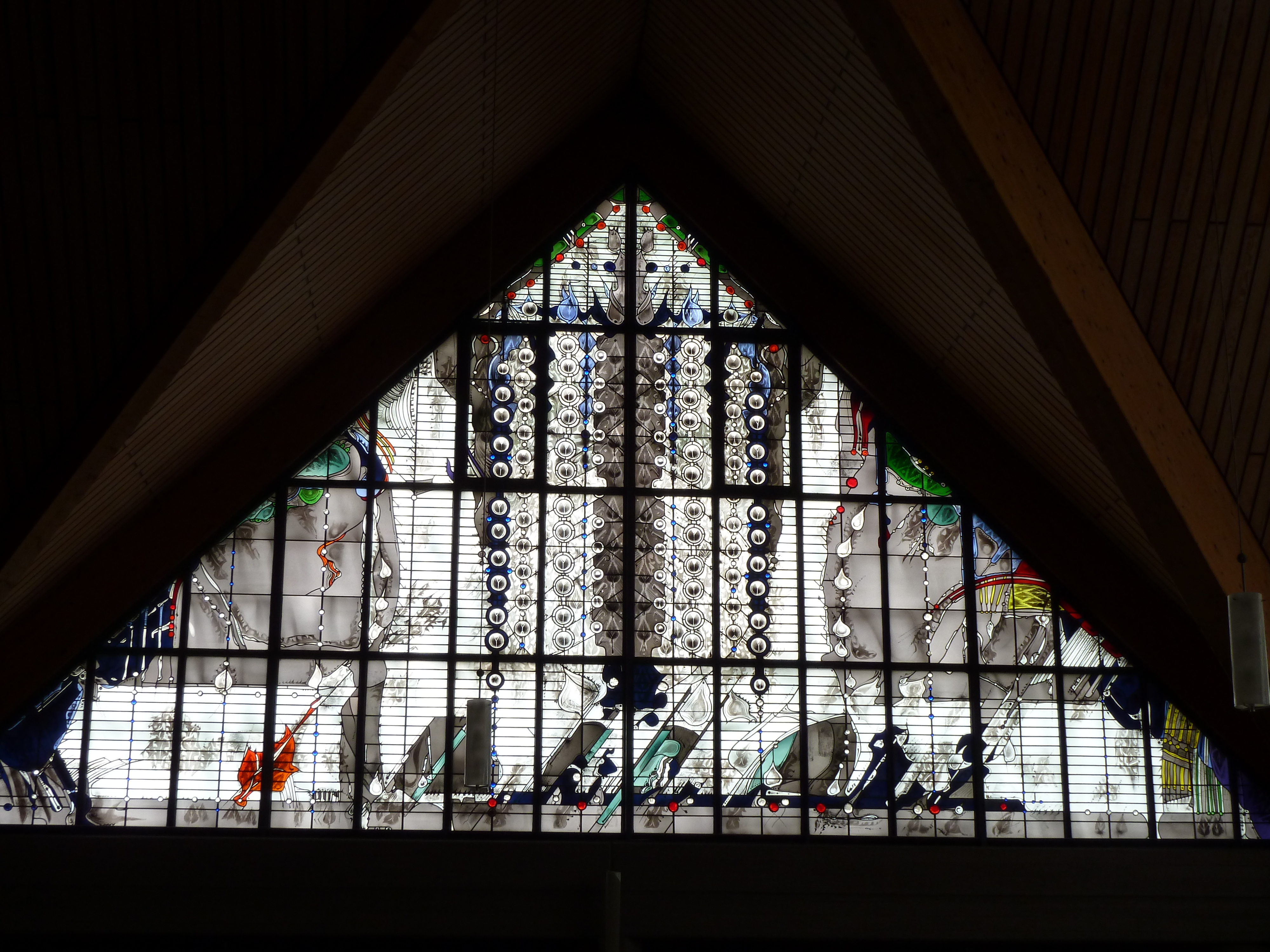
Fenster Neue Kirche von Manfred Espeter

Die ornamentale Buntverglasung wurde von dem Künstler Manfred Espeter aus Münster geschaffen. In einer freien Komposition wurden in die Zeltdachkonstruktion große, dreieckige Fensterflächen eingearbeitet, die nach unten in rechteckige Fenster auslaufen. Zu erkennen sind Strahlen, Wolken, Tropfen, Blätter und im Sonnenlicht funkelnde Kristalle.
Als der Künstler den Auftrag zur Erstellung der Fenster annahm, hatte man ihm keine Auflagen für die Gestaltung oder ein Programm vorgegeben. Espeter hat keine Deutung der Fenster abgegeben oder einen bestimmten Deutungsvorschlag favorisiert. Die Fenster vermitteln demnach keine direkte Botschaft und erzählen keine Geschichte, sie sind unthematisch. Der Künstler selbst sah nach der Fertigstellung in diesen Fenstern einen Höhepunkt seiner schöpferischen Arbeit.

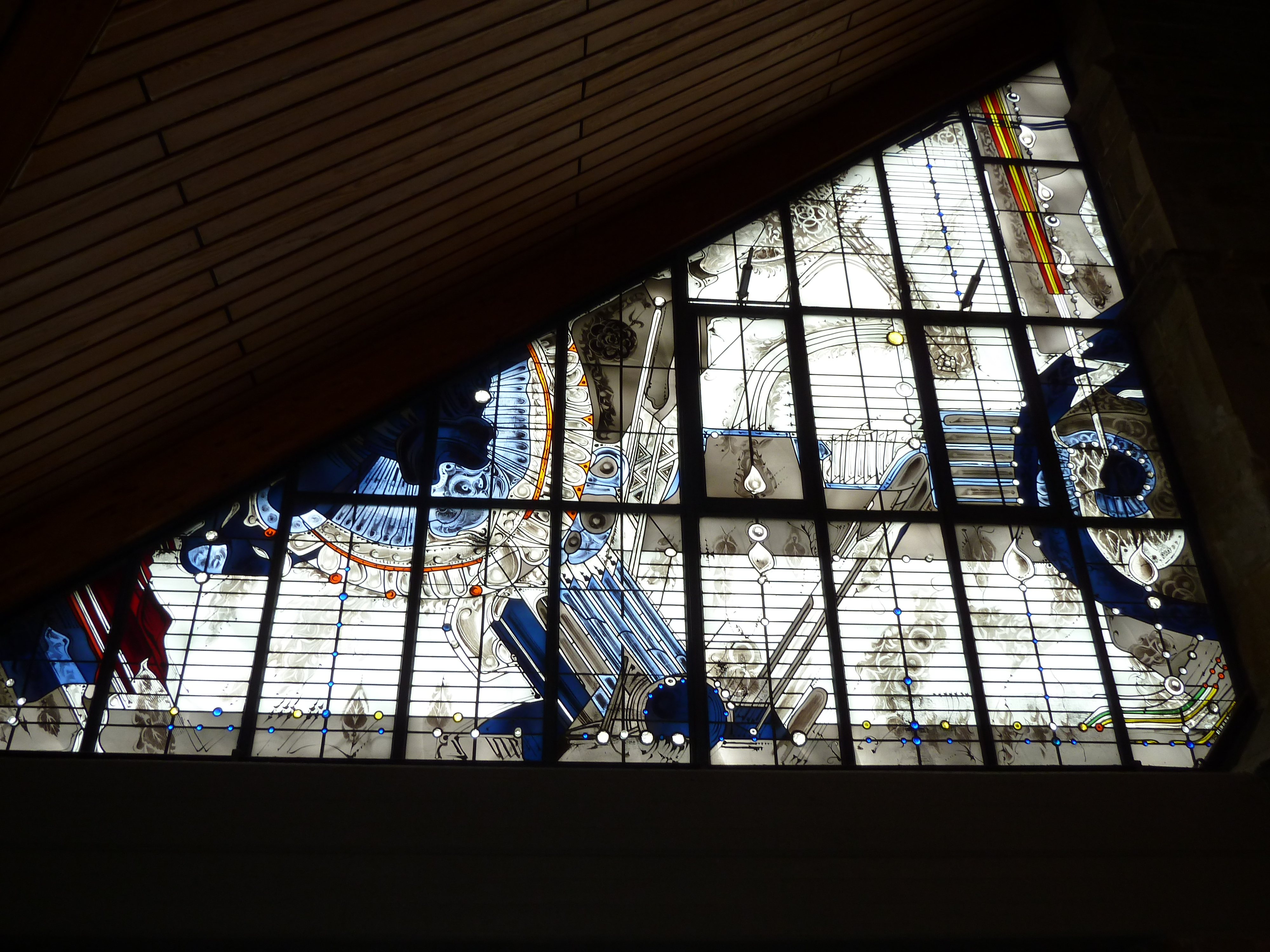
Fenster Neue Kirche

Das durch die Fenster nur leicht gefiltert einfallende Licht betont auffallend den Bankbereich der Kirche, in dem sich die Gemeinde versammelt. Durch ihre Dreiecksform nimmt die Fensterform die pyramidenartige Architektur der Kirche auf. Aufgrund ihrer Größe nehmen die Fenster eine Stellvertreterfunktion der Außenwände wahr, sie werden gleichsam zu Fensterwänden, die den Innenraum mit dem Draußen verbinden. Verstärkt wird der Wandcharakter durch die fehlende räumliche Tiefe der Fensterbilder. Der Dialog der Fenster mit der Architektur und der Raumgestaltung wird in ihrer inneren Struktur fortgeführt. Alle Grundfarben sind in verschieden klaren, hellen und kräftigen Tönen vertreten. Die Vielfalt der Ornamente und Formen reicht bis ins Fantastische. Nur ein Motiv ist in allen Fenstern wiederzufinden, das Blatt. Das Glasmaterial, das in der Bleiverglasung verwendet wurde, ist Echt-Antikglas, mundgeblasenes Glas. Es wurde mit Überfängen verarbeitet: auf eine erste farbige Glasschicht wurde eine zweite Glasschicht aufgetragen. Durch diese Verarbeitungstechnik wird das Glas opak (undurchsichtig). Die Fenster sind transparent für einfallendes Licht. Sobald das Sonnenlicht auf sie trifft, beginnen die Farben in ihrer Vielfalt zu leuchten. Integrierte Glaskugeln und Zylinder bündeln und reflektieren auf besondere Weise das einfallende Tageslicht.
Fenster-Programmatik der Alten- und Neuen Kirche
Durch die figürlichen Motive in den Fenstern der Alten St.-Matthäus-Kirche ist dort eine Deutung bildlich stärker festgelegt. Sie enthalten die überlieferten Symbole des Alten Bundes: Arche, Dornbusch und Gesetzestafeln sowie Christus, der Spross aus Israel und das apokalyptische Lamm. Sie wollen eine klare Sprache sprechen in einem Gebäude, das gebaut wurde, als Papst und Kaiser Garanten der Herrschaft Christi waren, ein Gebäude, das selber Abbild des Himmels, des neuen Jerusalems sein möchte. Die Neue St.-Matthäus-Kirche will anders verstanden werden. Sie ist Zelt Gottes unter den Menschen. Davon spricht ihre Architektur, wenn sich über dem Grundriss ein zeltförmiges Faltdach erhebt. Mit einem Zelt werden Freiheit und Unterwegssein verbunden. Es bedeutet Rückgebundenheit an die Natur, Einfachheit des Lebensstils und Beschränkung auf das Wichtige und Notwendige.

## Kirchliches Personal

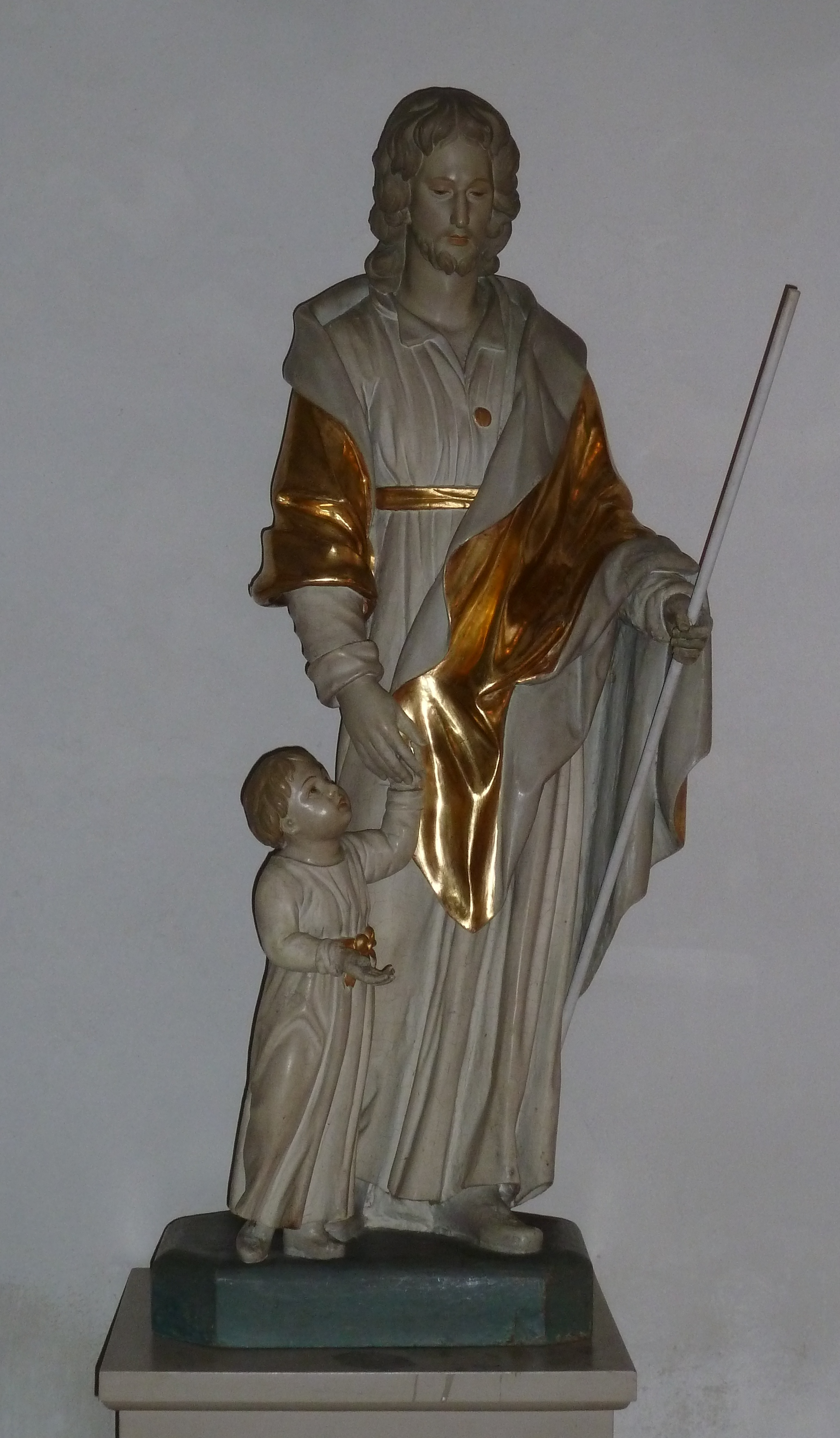
Josefsstatue, Georg Gerhard Wessel (1810)

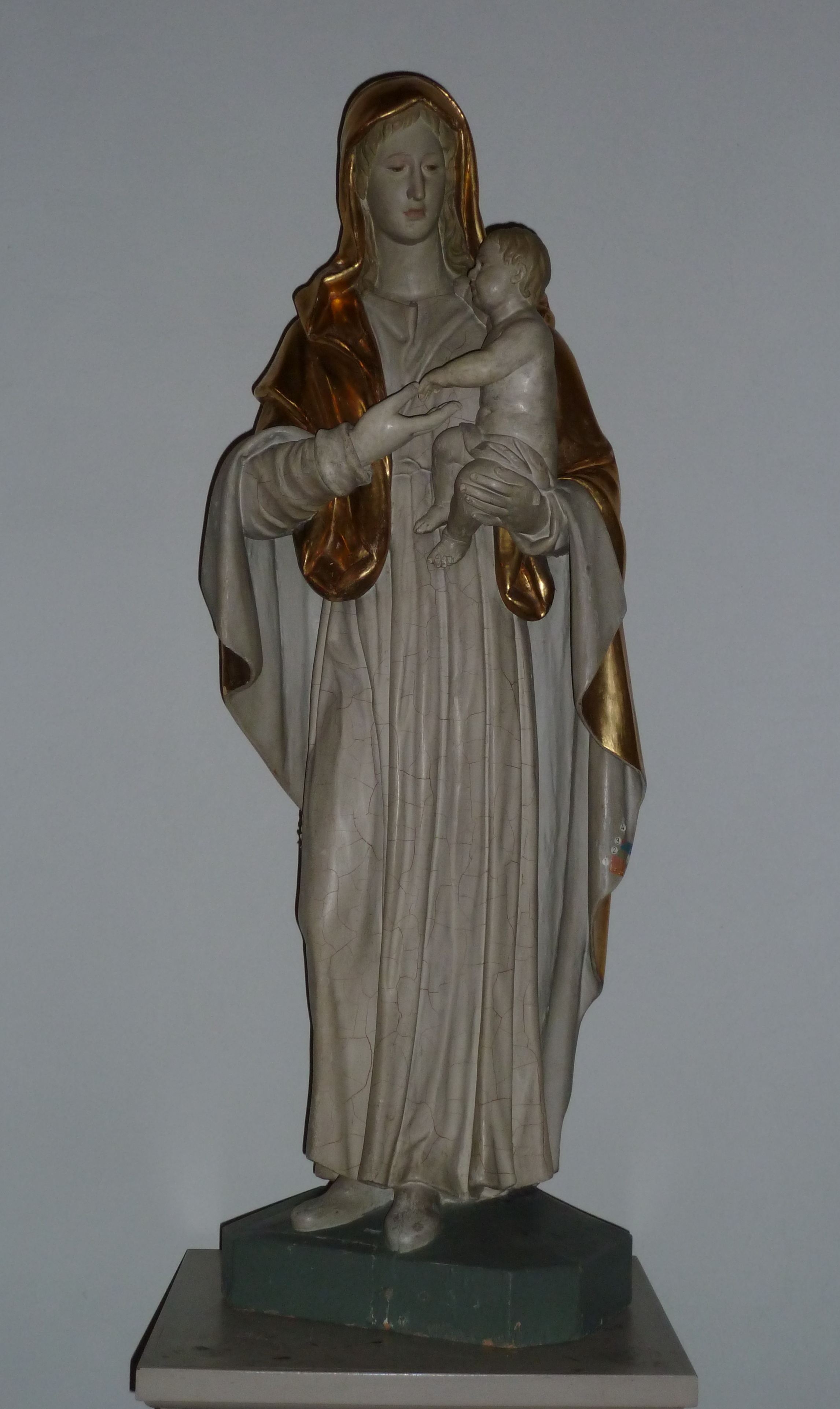
Marienstatue, Georg Gerhard Wessel (1810)

### Pfarrer
Der Titel Pfarrer war in den zurückliegenden Jahrhunderten nicht immer eindeutig formuliert. Häufig wurden die Priester auch als Kerkherren, Rektoren oder Pastoren bezeichnet. Mit der Stiftung einer Vikarie gab es in Melle von 1461 bis zum Ende des 20. Jahrhunderts zusätzlich zum Pfarrer einen Vikar. Seit 1953 wurde dann eine 3. Priesterstelle eingerichtet, deren Inhaber von nun an den Titel Vikar trug. Die 2. Priesterstelle firmiert seither als Kaplan. Seit Ende der 1980er Jahre wurde die Vikarsstelle aus Gründen des Priestermangels nicht wieder besetzt. Seit dieser Zeit bestehen wieder zwei Stellen, die des Pfarrers und die des Kaplans.
Seit 1965 gehört die Pfarrei Unbefleckte Empfängnis Mariens im Ortsteil Sondermühlen und seit 1990 die Pfarrei Maria von der immerwährenden Hilfe im Stadtteil Buer, wie schon zu früherer Zeit, wieder zum Seelsorgebereich St. Matthäus Melle. Im November 2010 kamen die Pfarreien St. Johannes der Täufer im Stadtteil Riemsloh und St. Anna im Stadtteil Schiplage-St. Annen zur bisherigen Pfarreiengemeinschaft Melle-Buer-Sondermühlen hinzu. Die Seelsorgeeinheit trägt nun den Namen Pfarreiengemeinschaft Melle-Ost.
- 1263 Everhard von Horst. Auf Veranlassung von Papst Urban IV. Pfarrer von Melle und Osnabrücker Domkapitular
- 1289 Heinrich Tappe (Hinricus de Melle), wird in einer Urkunde von 1290 des Grafen von Ravensberg als Zeuge genannt.
- 1345 Ratbert, wird in der ältesten Urkunde des Meller Pfarrarchivs genannt. Ihm wird eine Entschädigung zuteil, nachdem das Gut seiner Pfarrei in andere Hände geraten war.
- 1350 Gottschalk Honeken, wird als Rektor der Meller Kirche bezeichnet.
- 1404 Albert von Lechende. Studium an der theologischen Fakultät in Köln.
- 1435 Hermann Gramberch, Vicecuratus des Domvivars Arnold.
- 1458 Rembert von Kerssenbrock, wird im Zehntregister des Bistums Osnabrück erwähnt.
- 1461 Volquinus Pringenhagen. Kerkherr to Melle, findet in der Fundationsurkunde der Vikarie Melle Erwähnung.
- 1486 Ludike Velt, erhält von der Witwe Grete van Broke ein Grundstück in Eicken.
- 1528 Johann van Beveren. Bekundet zwei Pachtverträge der Grundstücke die Wordt genannt vor dem Richter Johann Poetteker.
- 1599 Johannes Dukenus, wird bereits 1566 als Vikar erwähnt. Er hat vermutlich später die Pfarrstelle übernommen.
- 1602 Gerhard Schrage
- 1603 Georg Coevorden. Auszug aus dem Luceniusprotokoll: Der Pastor ist seit über 20 Jahren Georg Coevorden, ein alter Mann von fast 80 Jahren, ebemals zum Presbyter katholisch ordiniert. Er versichert auch klar, dass er Katholik sei…Der Vikar und Schulmeister Gerhard Hasselius – ein Lutheraner –, obwohl er vor ungefähr 25 Jahren aus Köln durch den hochwürdigen Fabritius…zum Priester ordiniert worden ist.
- 1630 Hermann Hoffhaus. Erster Dechant des neu gegründeten Dekanates Grönenberg.
- 1633 Magister Arcularius. Zunächst Konrektor in Osnabrück, wurde von den Schweden eingesetzt.
- 1648 Anton Seumenicht. Veranlasste den Bau der evangelischen Meller Petrikirche, deren Pfarrer er wurde.
- 1650 Bernhard Löper. Jesuit und Pfarrverweser. Verfasste 1652 eine religiöse Streitschrift in 12 Kapiteln und richtete diese theologische Auseinandersetzung mit der Lehre Martin Luthers an die Ritterschaft des Amtes Grönenberg. Die Antwort seines Vorgängers, nunmehr evangelischer Pastor, Anton Seumenicht darauf war: Bleib gesund und mach mir keine Händel.
- 1654 Heinrich Frey. Jesuit. Zunächst Lehrer in Düsseldorf. Später Professor in Paderborn und Münster.
- 1660 Wilhelm Hoet. Viele heute noch erhaltene Kunstschätze der Kirche wurden während seiner Amtszeit angeschafft.
- 1705 Friedrich Wilhelm Hoet. Vermutlich ein Neffe seines Vorgängers. Turm, Dachstuhl, Pfarrhaus und Schule wurde nach dem großen Brand während seiner Amtszeit wiedererrichtet.
- 1739 Johann Hermann Arkenow. Wurde in der Matthäuskirche vor dem Hochaltar beigesetzt.
- 1751 Johann Friedrich Brockmeyer. Wurde in der Matthäuskirche vor dem Hochaltar beigesetzt.
- 1796 Heinrich Richter. War zunächst am Osnabrücker Dom tätig. Erreichte nach der Säkularisation den Erwerb der Klausing-Orgel des Dominikaner-Klosters Osnabrück.
- 1828 Wilhelm Lammers. Feierte in Melle sein goldenes Priesterjubiläum. Erhielt eine Auszeichnung für seine Verdienste um den konfessionellen Frieden von der Königlich-Hannoverschen-Landdrostei.
- 1861 Johann Bernhard Siebenbürgen. Gründer des Krankenhauses Katholisches-St.-Matthäus-Stift.
- 1900 Hermann Josef Dreck. Empfing wegen des Kulturkampfes die Priesterweihe in Eichstätt (Bayern). Bis 1923 auch für die bis dahin als Seelsorgestelle geführte Vikarie St. Marien Sondermühlen (zu diesem Zeitpunkt noch St. Antonius) zuständig. Domkapitular. Er erhielt die Auszeichnung Päpstlicher Geheimkämmerer und Wirklicher Geheimer Rat.
- 1930 Theodor Voß. Später Regens des Osnabrücker Priesterseminares.
- 1932 Robert Hesse. Von 1948 auch zuständig für St. Marien Buer (Seelsorgebezirk bis 1975), Dechant des Dekanates Grönenberg. Geistlicher Rat.
- 1960 Wilhelm Lübbers. Auch zuständig für St. Marien Buer, später ebenso Pfarrer von St. Marien Sondermühlen, Dechant des Dekanates Grönenberg.
- 1968 Klaus Plate. Ebenso Pfarrer von St. Marien Sondermühlen und Buer, Erbauer der neuen St. Matthäuskirche, Monsignore, Dechant des Dekanates Grönenberg. Später Pastor Primarius und Propst von Bremen.
- 1981 Hermann Rickers. Ebenso Pfarrer von St. Marien Buer und St. Marien Sondermühlen, Monsignore, Dechant des Dekanates Grönenberg und Domkapitular.
- seit 2008 Michael Wehrmeyer. Ebenso Pfarrer von St. Marien Buer, St. Marien Sondermühlen, St. Johannes Riemsloh (seit November 2010) und St. Anna Sankt Annen (seit November 2010).

### Kapläne und Vikare

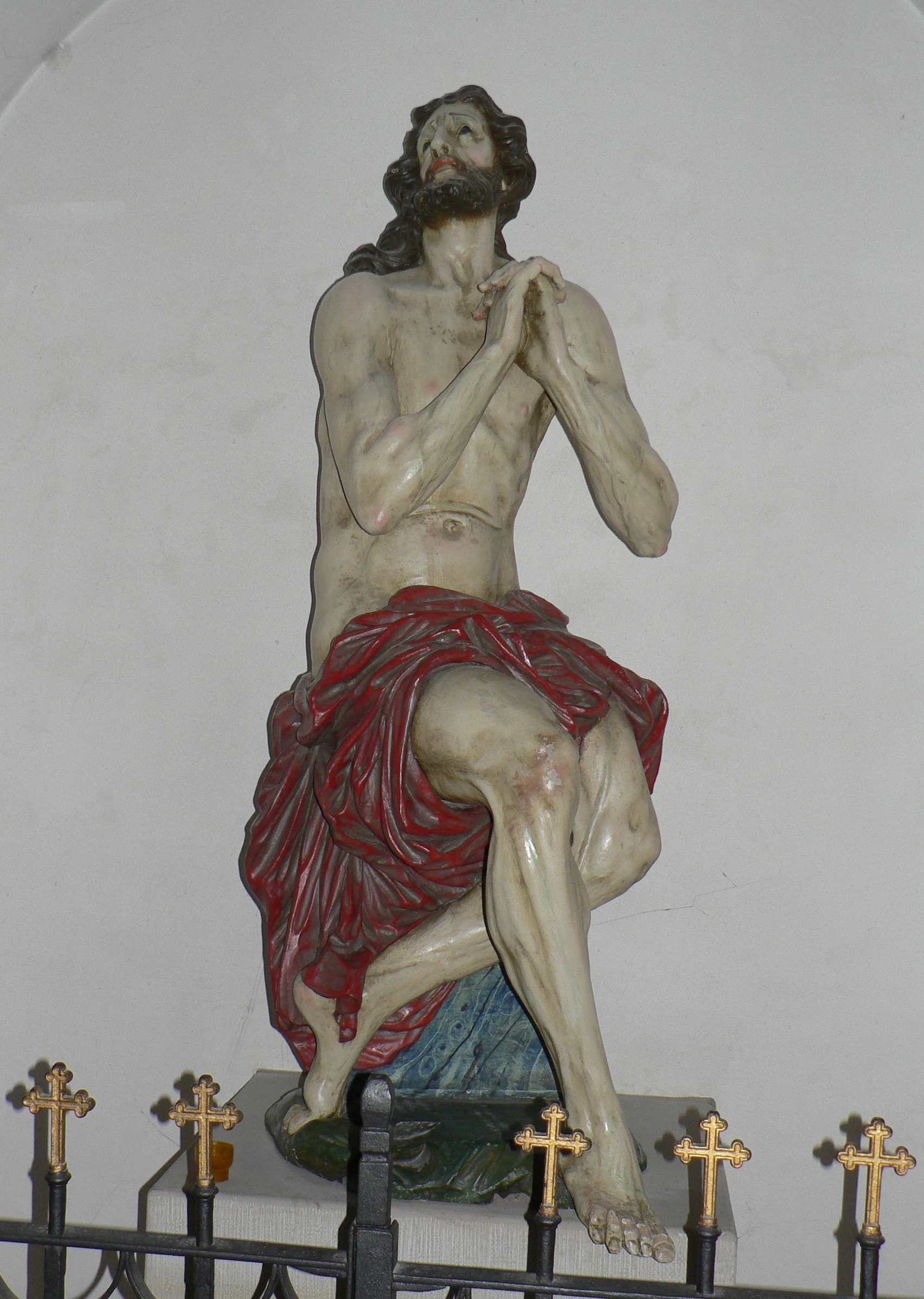
Christus im Elend – der Schmerzensmann, Mauritz Gronninger 17. Jahrhundert

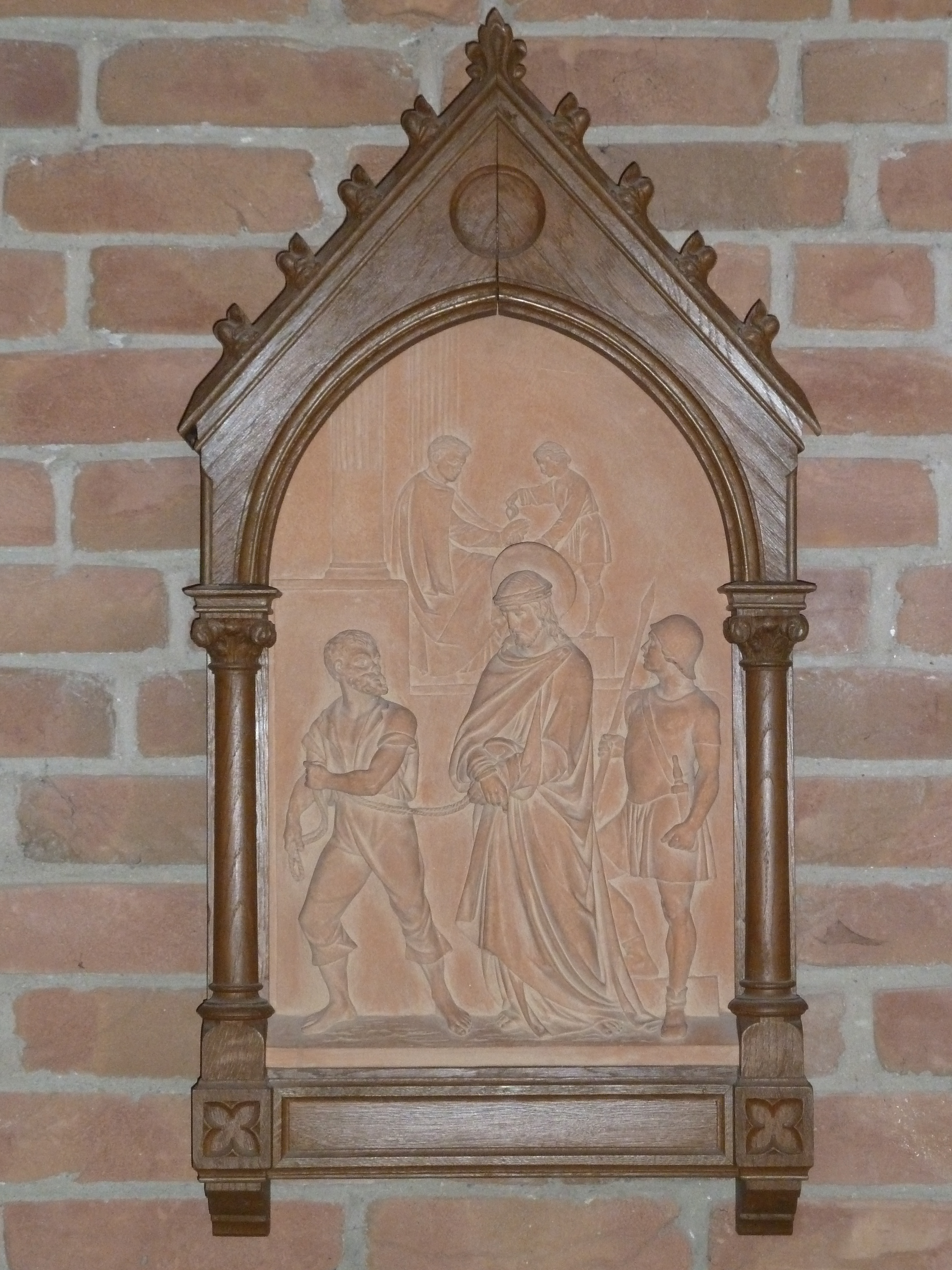
Kreuzwegstation von Ludwig Nolde (1893)

#### Inhaber der 1. Mitarbeiterstelle
- 1765 Johann Friedrich Theklenborg, war mit den Stiftern der neugegründeten Vikarie verwandt.
- 1793 Conrad Burrelmann, geboren 1764 in Gesmold, starb mit 33 Jahren am 26. Januar 1797 in Melle.
- 1797 Conrad Sepe, anschließend Pfarrer im Wallfahrtsort Rulle.
- 1810 Karl Josef Esser, gebürtig aus Nideggen, Diözese Aachen.
- 1815 Matthias Menke, sein Lebenswandel stand oft nicht im Einklang mit seiner Berufung.
- 1819 Albert Isidor Ottens, war zuvor Feldprediger, starb 1830 in Melle.
- 1830 Franz Niemann, als Vikar bis zu seinem Tode 1848 tätig.
- 1848 Anton Tensing, ab 1861 als Pfarrer in Norden tätig.
- 1861 Heinrich Kerstiens, neun Jahre als Vikar in Melle tätig, ab 1869 als Pfarrer in Norden und der Insel Norderney, Dechant des Dekanates Ostfriesland.
- 1869 Johann Hunfeld. Nach einigen Jahren der Tätigkeit in der nordischen Mission 19 Jahre als Vikar in Melle tätig.
- 1888 Franz Tonberge. Gleichzeitig als Lehrer an der Bürgerschule in Melle tätig, später Domvikar und bischöflicher Kaplan sowie Dechant in St. Johann Osnabrück.
- 1890 Gerhard Borgmann. Zunächst Konviktspräzeptor am Bischöflichen Seminar in Osnabrück, später Hauskaplan in Mecklenburg, Vikar und Lehrer an der Ratsschule in Melle.
- 1893 Carl Klemann. Geboren in Hamburg, zunächst sieben Jahre Kaplan in Melle. Ab 1900 Kaplan in Gesmold, später Pfarrer in Mecklenburg.
- 1900 Bernhard Vieler, geboren 1865 in Meppen, war zuvor Kaplan in Hamburg
- 1921 Josef Krämer. Zunächst Lehrer an der Höheren Mädchenschule in Hamburg, später am Osnabrücker Dom tätig.
- 1926 Ferdinand Niederschäfer. Nach seiner Kaplanszeit Pfarrer in Cuxhaven. Danach von 1953-1967 Pfarrer an St. Johann Riemsloh. Gestorben 1969.
- 1933 Alfons Jünnemann. Bis 1936 Vikar in Melle, anschließend Pfarrer in Mecklenburg.
- 1936 Johannes Andree. Zunächst Präzeptor im Bischöflichen Konvikt in Meppen, bis 1945 Vikar in Melle.
- 1945 Paul Biedendieck. Bis 1948 Vikar in Melle, anschließend Diözesanpräses der Jugend, später Propst in Lübeck.
- 1948 Alfons Brüggemann. Nach der Rückkehr aus sowjetischer Gefangenschaft Wiederaufnahme des Priesteramtsstudiums. Bis 1952 Vikar in Melle.
- 1952 Franz Roelfs. Zunächst als Vikar in Melle. Nach der Errichtung der zweiten Mitarbeiterstelle 1953 Ernennung zum Kaplan.
- 1955 Konrad Hehenkamp, später geistlicher Rektor des Marienhospitals in Osnabrück.
- 1959 Wilhelm Höckelmann. Bis 1963 Kaplan in Melle, später Religionslehrer in Clemenswerth/Sögel und Osnabrück.
- 1963 Karl Peter Gotta. Geboren in Lübeck, bis 1965 Kaplan in Melle, später Pfarrer in Bremen und Lübeck.
- 1965 Wolfgang Bartholomäus. Bis 1967 Kaplan in Melle. Es folgte ein Studium der Religionspädagogik und Kommunikationswissenschaft in München sowie Tiefenpsychologie in Wien. Von 1968 bis 1975 wissenschaftlicher Assistent am Lehrstuhl für Religionspädagogik an der Universität München. 1972 Promotion, anschließend Sekretär der Kommission Curricula in Theologie des Westdeutschen Fakultätentages. Ab 1975 Professor für Religionspädagogik und Homiletik in Tübingen.
- 1967 Bernhard Wigbers. Bis 1976 Kaplan in Melle, gleichzeitig Dekanatsjugendseelsorger, später Pfarrer in Bersenbrück und Dechant in Sögel.
- 1976 Josef Ahrens. Dekanatsjugendseelsorger, 1980 erfolgte die Berufung zum Diözesanjugendpfarrer in Osnabrück, heute Dechant des Dekanates Osnabrück-Süd.
- 1980 Burghard Sauermost. Geboren in Nordhorn, zunächst Hausleiter der ökumenischen Bildungs- und Begegnungsstätte Kloster Frenswegen, 1980 Promotion im Fachbereich Philosophie, heute Professor für Pastoraltheologie am Philosophisch-Theologischen Studienseminar des Erzbistums Berlin und Gastprofessor der Universität Potsdam.
- 1985 Franz Mecklenfeld, anschließend Pfarrer in Kiel. Heute Propst in Lübeck.
- 1990 Carl Borromäus Hack, später Pfarrer in Haren (Ems).
- 1992 Michael Wehrmeyer, anschließend in Bremen tätig, heute Pfarrer in Melle.
- 1997 Ingo Pohl, nach seiner Kaplanszeit aus dem Priesteramt ausgeschieden.
- 2000 Ulrich Müller, später Pfarrer in Glandorf.
- 2004 Frank Kribber, Pfarradministrator zur Zeit des Pfarrerwechsels 2008, später Kaplan in Lingen und in Papenburg.
- 2009 Helmut Schumacher, Kaplan.
- seit 2018 Dietmar Hagemann, Pastor.

#### Inhaber der 2. Mitarbeiterstelle

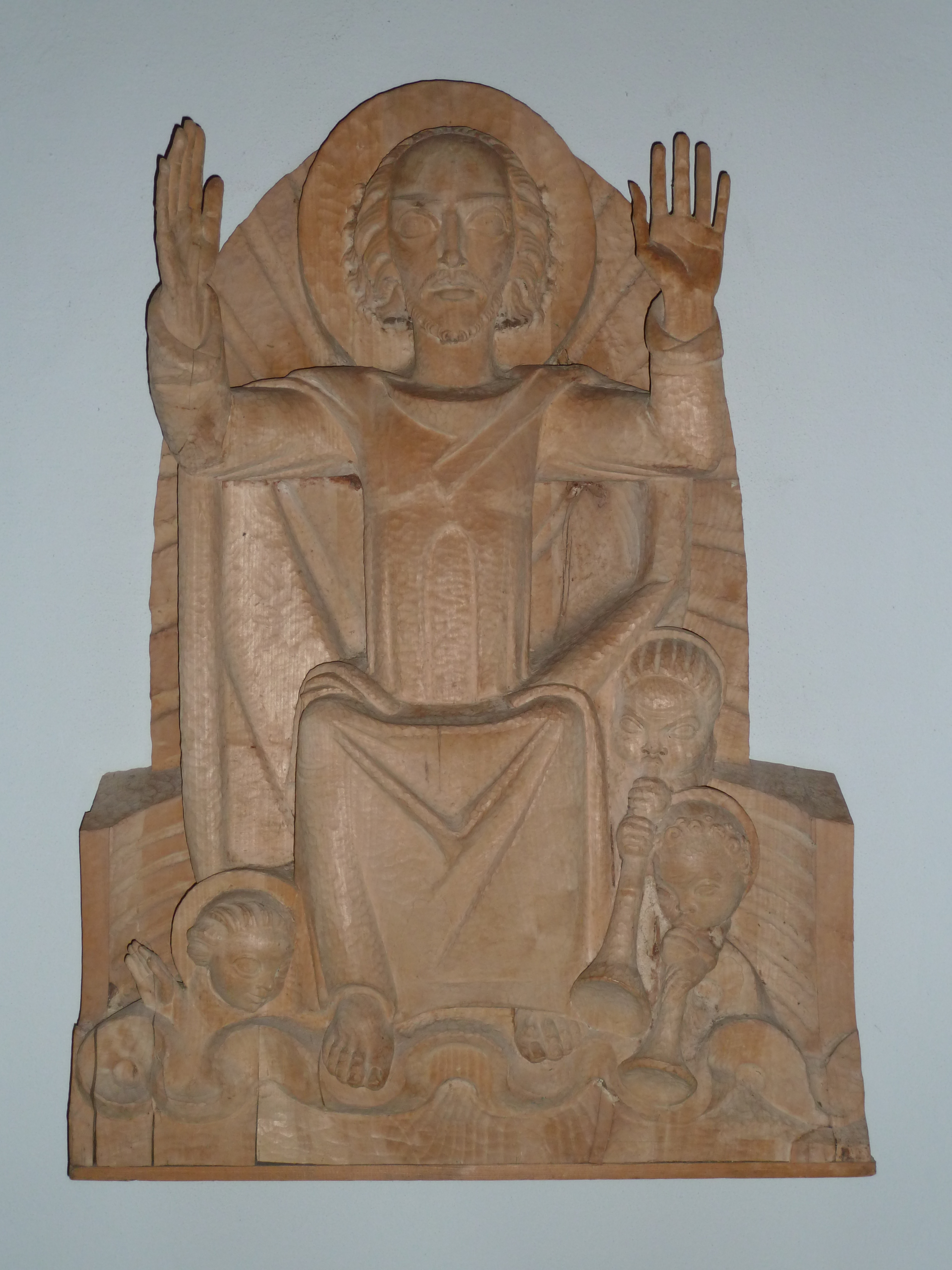
Altarbild: Ludwig Nolde, Auferstehung (1932)

- 1953 Heinz Ziegler. Von 1974 bis 1990 Pfarrer in St. Johann Riemsloh, seit 1990 Subsidiar in St. Matthäus Melle.
- 1956 Hellmut Tourneau. Geboren in Fulda und aufgewachsen in Bad Rothenfelde. Später Pastor in Osnabrück und Hamburg, dort Beauftragter der Polizeiseelsorge.
- 1957 Wilhelm Höckelmann (siehe auch oben)
- 1959 Ernst-Günther Winkler. Geboren in Ostpreußen, später in Schleswig-Holstein tätig.
- 1960 Karl Peter Gotta (siehe auch oben)
- 1963 Wolfgang Bartholomäus (siehe auch oben)
- 1965 Franz Riedel. Geboren in Hamburg, später in der Seelsorge in Lampa, Peru, tätig.
- 1968 Winfried Gabrüsch. Geboren in Dresden, später als Priester in Traunstein Oberbayern tätig.
- 1970 Ulrich Wöste. Geboren im Hümmling, später als bischöflicher Kaplan und Domkaplan in Osnabrück tätig (verstorben 1982).[3]
- 1973 Julius Wülker. Anschließend in Vikar in Voxtrup und Stadtjuggendseelsorger in Osnabrück.(verstorben 1979 im Alter von 31. Jahren)
- 1977 Reinhard Molitor. Geboren in Osnabrück, Pfarrer in Twistringen, Domkapitular.
- 1982 Dietmar Blank (letzter Vikar in St. Matthäus). Geboren in Hamburg, Diözesankurat der St.-Georgs-Pfadfinder, später Propst in Meppen und nicht residierender Domkapitular.
- seit 2024 Patrick Poll, Kaplan.

### Kirchenmusiker

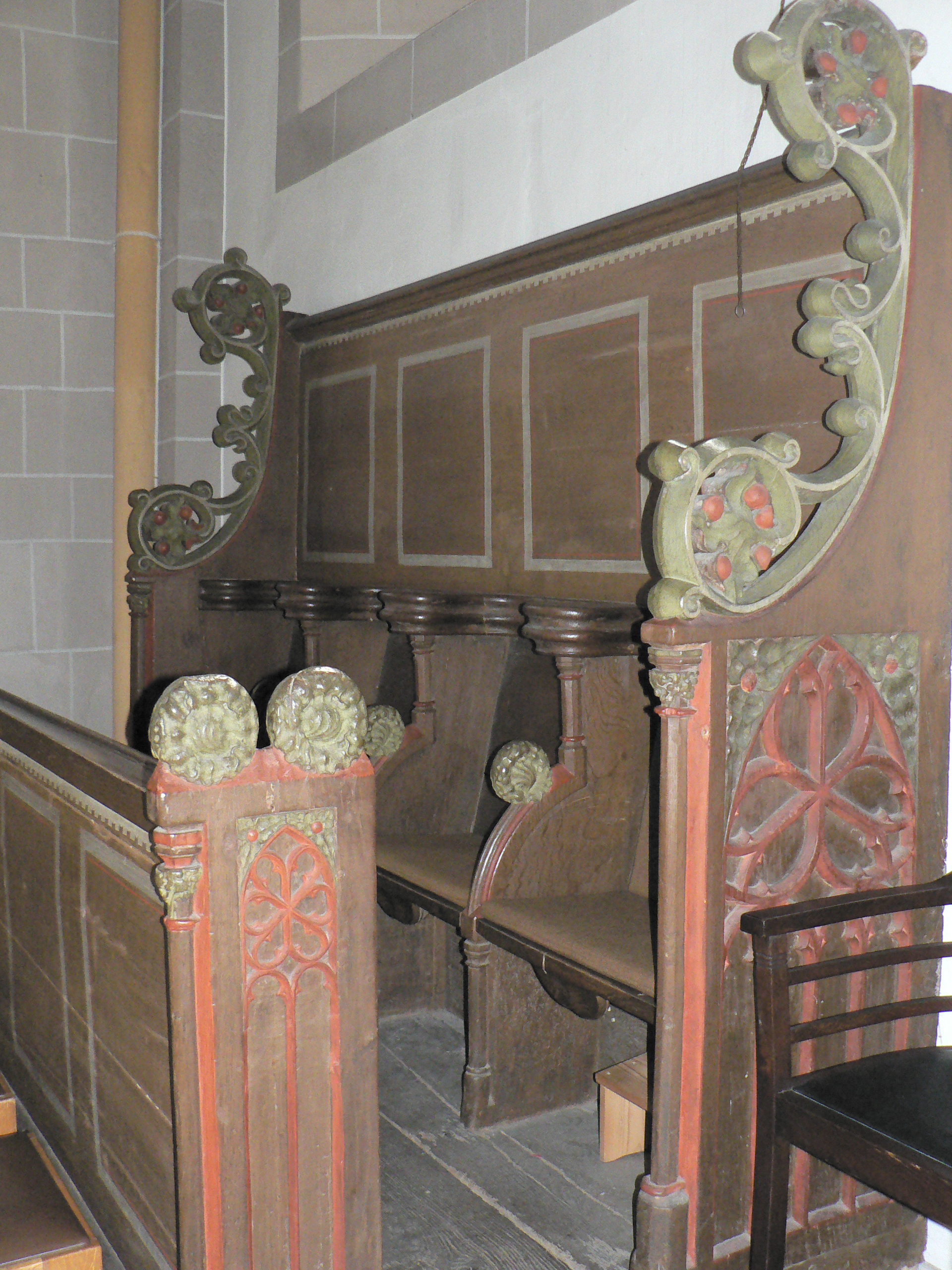
Chorgestühl spätgotisch

Der Kirchenmusiker versah sein Amt häufig in einer Kombination mit dem Küsterdienst oder Lehrerberuf. Das Recht, einen Küster und Organisten Custos et Organista zu berufen, hatten laut einer Urkunde von 1349 die zwölf Burgmänner der Grönenburg.
- 1557 Heinrich Schürmann, sein Sohn folgte ihm im Amte nach.
- 1612 Johannes Schürmann, bekannte sich zur evangelischen Lehre.
- 1645 Johann Schürmann. Wechselte mit Pfarrer Seumenicht zur neuerbauten evangelischen Petrikirche. Die Burgmänner zweifelten sein Können an, sodass das evangelische Consistorium zur Vermittlung angerufen wurde. Nach Ablegung einer Prüfung an der Osnabrücker Marien- und Katharinenkirche stellte er jedoch sein Können unter Beweis.
- 1650 Engelbert Mönnig, am 7. Dezember als neuer katholischer Mitarbeiter in sein Amt eingeführt.
- 1663 Wilhelm Heinrich Hausbrandt, sein Sohn folgte ihm im Amte nach.
- 1697 Johannes Wilhelm Hausbrandt. 1717 wurde er durch den Archidiakon ermahnt, fleißiger sein Amt zu verrichten. Am 16. Juni 1720 ist er laut Kirchenbuch als Custos et Organista Mellensis verstorben.
- 1721 Johannes Schiller. Während seiner Dienstzeit entstand der Orgelneubau der Berner-Orgel. Er erstellte ein Inventarverzeichnis der kirchlichen Einrichtung.
- 1760 Johann Casper Kerkhoff
- 1777 Caspar Hülsmann, ein streitbarer Verfechter der katholischen Lehre.
- 1811 Franz Dahmann. Heiratete die Tochter seines Vorgängers. Während seiner Dienstzeit erhielt die St.-Matthäus-Kirche die historische Klausing-Orgel
- 1834 Karl Dahmann. Nach dem frühen Tod des Vaters übernahm er im Alter von 20 Jahren die Stelle. Seine Ernennungsurkunde erhielt er erst später, bei seiner erfolgreich abgelegten Prüfung.
- 1877 Friedrich Müller. War neben der Organistentätigkeit Lehrer der katholischen Volksschule.
- 1907 Hubert Brauers. Der gebürtige Rheinländer erhielt für seine Verdienste eine Auszeichnung mit dem päpstlichen Orden Bene merenti durch Papst Pius XII. und dem Bundesverdienstkreuz am Bande durch Bundespräsident Theodor Heuss.
- 1960 Franz Stühlmeyer. Studierte am Konservatorium Osnabrück, an der Hochschule für Musik und Tanz Köln und der Folkwanghochschule Essen Kirchenmusik und Musikpädagogik. In seiner Amtszeit wurde die Klausing-Orgel der Alten Kirche restauriert und die Breil-Orgel der Neuen Kirche erbaut – Aufbau einer Chorarbeit, bestehend aus Kinderchor, Jugendschola, Kirchenchor und Choralschola.[4]
- 2000 Aleksandra Arkuszewska, studierte an der Hochschule für Musik und Theater Hamburg Kirchenmusik.
- 2009 Stephan Lutermann, studierte in Salzburg und Köln Kirchenmusik.
- seit 2023 Daniel Skibbe, studierte an der Hochschule für Kirchenmusik der Evangelischen Kirche von Westfalen Kirchenmusik.

### Mitarbeiter in der Seelsorge

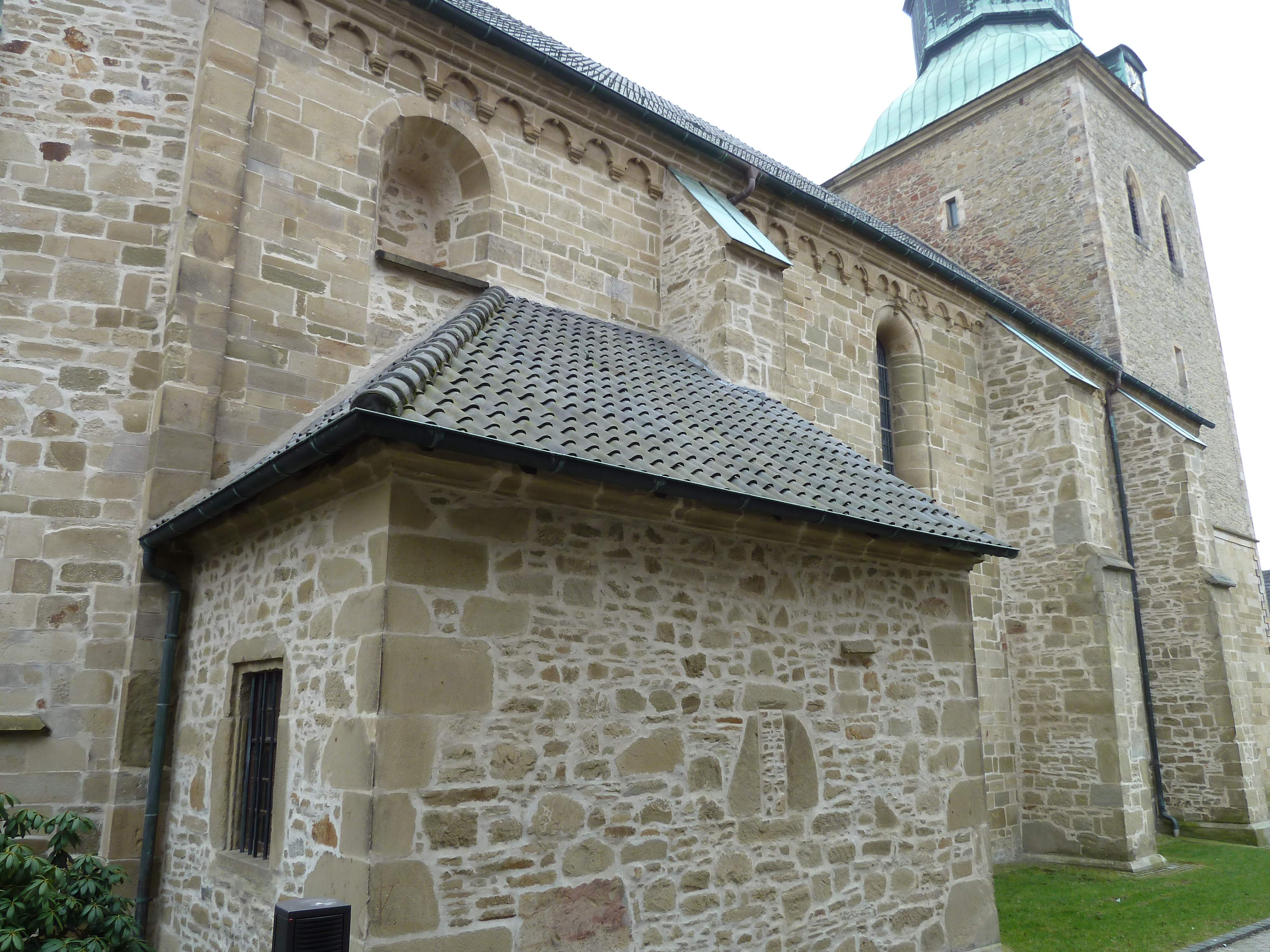
Nordseite

Während in den vorhergehenden Jahrzehnten Ordensschwestern der Thuiner Franziskanerinnen in der Seelsorge mitarbeiteten, sind seit den 1980er Jahren Gemeindereferenten, Pastoralreferenten und Diakone in der Seelsorge tätig.

## Söhne und Töchter der Pfarrei (Auswahl)
- Jodokus Meyering: Jesuit, Rektor in Hagenau im Elsass, gest. 1634
- Matthias Casparus Glandorf: geb. 1730, Kanoniker und Domherr in Minden, gest. 1789 (bedachte die Pfarrei in seinem Testament mit 1800 Rthl.)
- Friedrich Wilhelm Caesmann: geb. 1818, Hausgeistlicher der Familie Clemens Heereman von Zuydtwyck auf Surenburg und Dechant des Dekanates Hunteburg, gest. 1904
- Anna Balsing (Sr. Genovefa), geb. 1829, Franziskusschwester in Münster
- Albert Bitter geb. 1848, Erzbischof von Schweden mit Sitz in Stockholm, gest. 1926
- Hermann Wenker, geb. 1850, Studium der Theologie und Mathematik, Gymnasiallehrer und Leiter des Marienstiftes in Meppen, ab 1898 Professor, gest. 1908
- Suitbert Albersmann, geb. 1851, 1876 nach Amerika ausgewandert, Seelsorger der Erzdiözese St. Louis USA, gest. 1909
- Elisabeth Beckmann (Sr. Regina), geb. 1863, Franziskanerin vom hl. Georg in Thuine, gest. 1936
- David Witte (Bruder Johannes), geb. 1870, Missionar, Aufbau von Missionsstationen in Kamerun, gest. 1906
- Elisabeth Bolte (Sr. Columba OSB), geb. 1881, Benediktinerin in Osnabrück, gest. 1908
- Friedrich Henseler (Bruder Johannes), geb. 1883, Missionar in Argentinien, gest. 1969
- Johannes Bödefeld OFM, geb. 1894, 1924 Pfarrer in China, 1950 Übertragung einer Professur am Collegium Urbanum (Kongregation für die Ausbreitung des Glaubens) in Rom, gest. 1951
- Leonhard Reinhard, geb. 1909, Priester an der Propsteikirche in Hannover, Divisionpfarrer im Zweiten Weltkrieg danach Dechant in Helmstedt, gest. 1980
- Carl Huisking, geb. 1912, Monsignore, Dechant in Flensburg
- Ferdinande Uhlen (Sr. Ingeburg), geb. 1926, Oberin des Mutter-Kind-Heimes Haus Sonnenschein Osnabrück
- Walter Sander, geb. 1929, Pfarrer in Brunsbüttelkoog und Dechant in Aschendorf (Papenburg)
- Leo Kreis, geb. 1932, Seemannspastor in Hamburg und Nationaldirektor des Apostolates des Meeres in Deutschland, gest. 2008
- Alois Huning, geb. 1935, Dozent an der Hochschule der Franziskaner in Münster, Lektor im Heeresamt der Bundeswehr, Gastprofessor in Kinshasa und Professor für Philosophie an der Heinrich-Heine-Universität Düsseldorf
- Hans-Joachim Kluczka, geb. 1935 Missionar in Paraguay, Leiter des Priesterseminares in Asunción
- Alfons Wichmann, geb. 1936, zunächst an der Propsteikirche in Bremen, später Aufbau einer Pfarrei in Hamburg-Stellingen, nach seiner Emeritierung 2003 Subsidiar in Osnabrück
- Liselotte Friedrichs (Sr. Annette), geb. 1937, Bibliothekarin an der Philosophisch-Theologischen Hochschule Sankt Georgen Frankfurt (Main)
- Konrad Hubert Dreyer, geb. 1938, Missionar in Ghana, Pfarrer in Accra
- Ulrich Schröder, geb. 1952, gest. 2018, Jurist, Bankmanager und Vorstandsvorsitzender der KFW-Bankengruppe
- Christoph Scholz, geb. 1958, Pfarrer im Seelsorgebereich Fürstenau
- Ludger Stühlmeyer, geb. 1961, Musikdirektor, Musikwissenschaftler und Komponist
- Thomas Stühlmeyer, geb. 1964, Pfarrer und Pastoraltheologe in Osnabrück
- Klaus Stühlmeyer, geb. 1972, Sozial- und Religionspädagoge, hauptamtlicher Diakon im Seelsorgebereich Bad Iburg
- Jutta Dettmann, geb. 1983, Sozial- und Religionspädagogin, Mitarbeiterin der Pfarrei St. Matthäus, ab November 2021 Bürgermeisterin (SPD) der Stadt Melle

### Bücher und Schriften
- Maria Heilmann: Geschichte der St. Matthäus Pfarre zu Melle. Dargestellt nach Urkunden und Regesten. Phil. Diss. Münster 1938.
- Landkreis Melle (Hrsg.): Der Grönegau in Vergangenheit und Gegenwart. Heimatbuch des Landkreises Melle. Fromm, Osnabrück 1968.
- Edgar Schroeder (Hrsg.): Melle in acht Jahrhunderten. Ernst Knoth, Melle 1969.
- Kirchengemeinde St. Matthäus Melle. Studio Böker, Melle 1974 (Kirchenführer).
- Ludger Stühlmeyer: Die Orgeln der St. Matthäuskirche Melle. In: Uwe Pape: Orgelatlas. Pape, Berlin 1980, ISBN 3-921140-22-6.
- Paul Burhoff: St. Matthäus Melle. Aus dem Leben einer Kirchengemeinde. Sutmöller, Melle 1983.
- Thomas Stühlmeyer: Beobachtungen und Gedanken zu den Fenstern der neuen St. Matthäus Kirche in Melle. Melle 1992.
- Kath. Kirchengemeinde Melle (Hrsg.): Die Klausing-Orgel von St. Matthäus Melle. 2009.

### Tonträger
- Eine westfälische Königin. Stephan Lutermann an der Klausing Orgel (1713) der Kirche St. Matthäus Melle. Ambiente.